# Rzeczpospolita Obojga Narodów

Rekonstrukcja chorągwi królewskiej Zygmunta III Wazy, według przedstawienia na rolce sztokholmskiej z XVII wieku

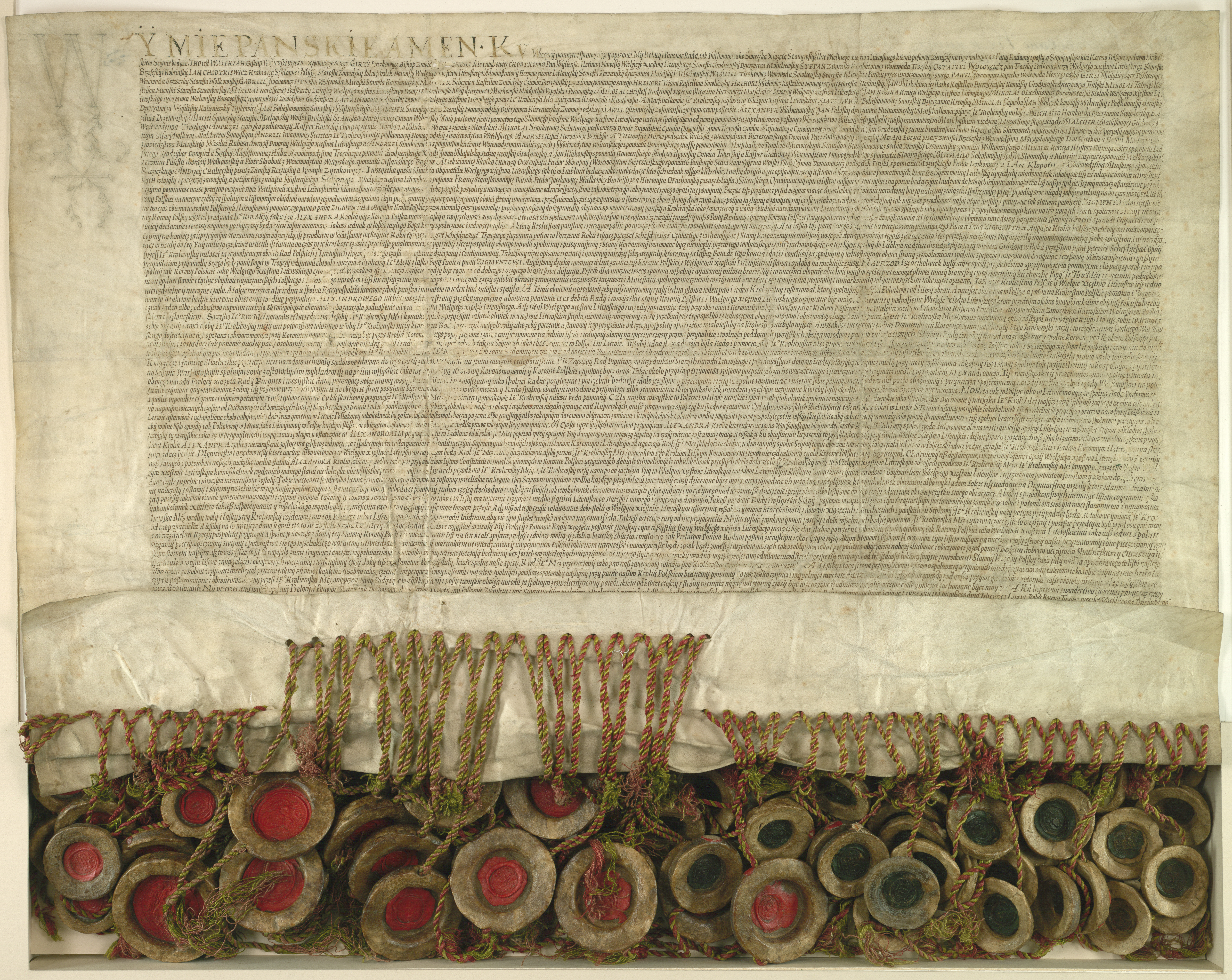
Akt unii lubelskiej 1 lipca 1569 roku, akt ustanawiający Rzeczpospolitą Obojga Narodów

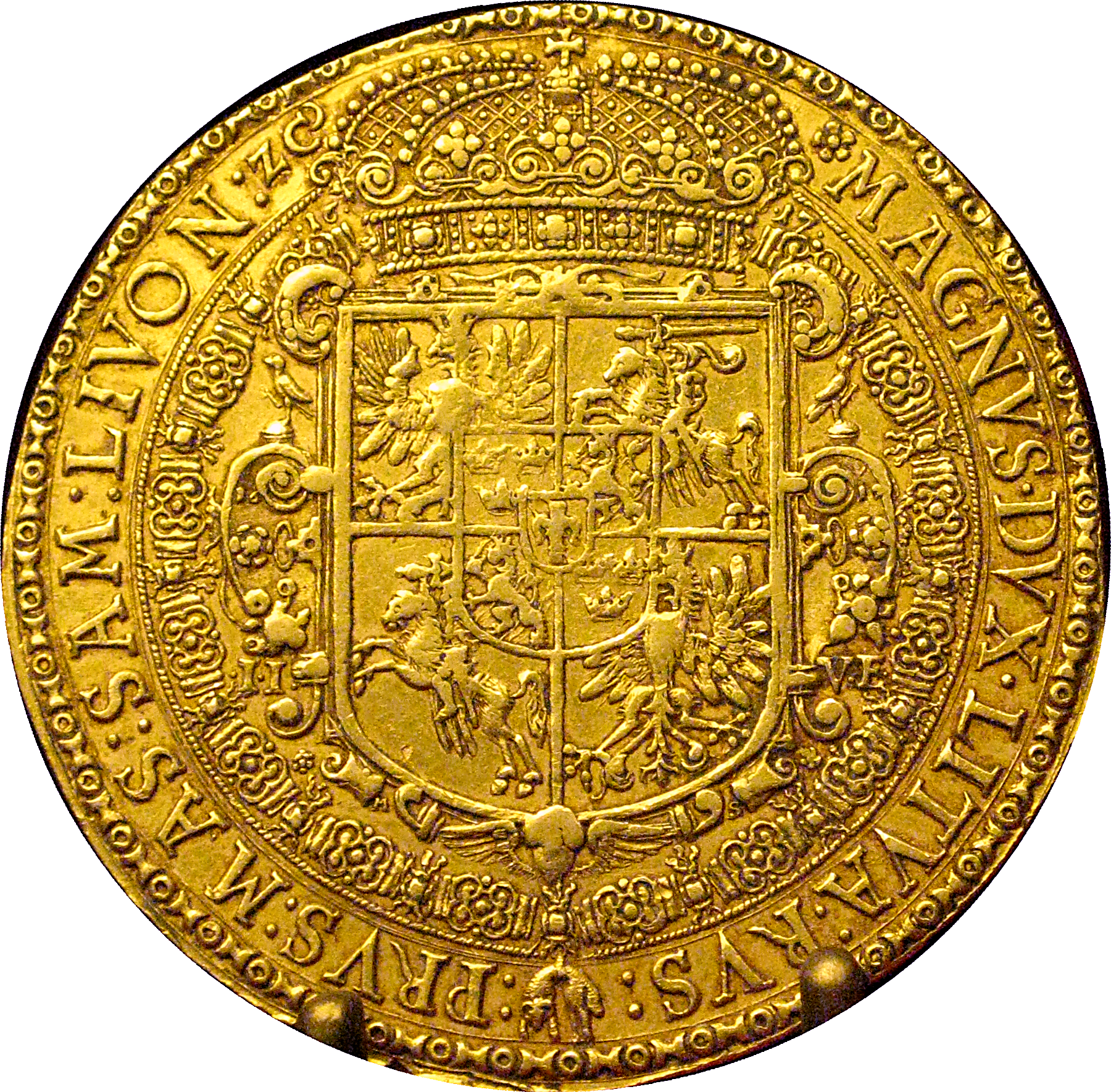
Rewers 15 dukatów Zygmunta III Wazy z 1617 z herbem królewskim. W otoku napis: MAGNVS DVX LITVA[niae] RVS[siae] PRVS[siae] MAS[oviae] SAM[ogitiae] LIVON[iae] ZC

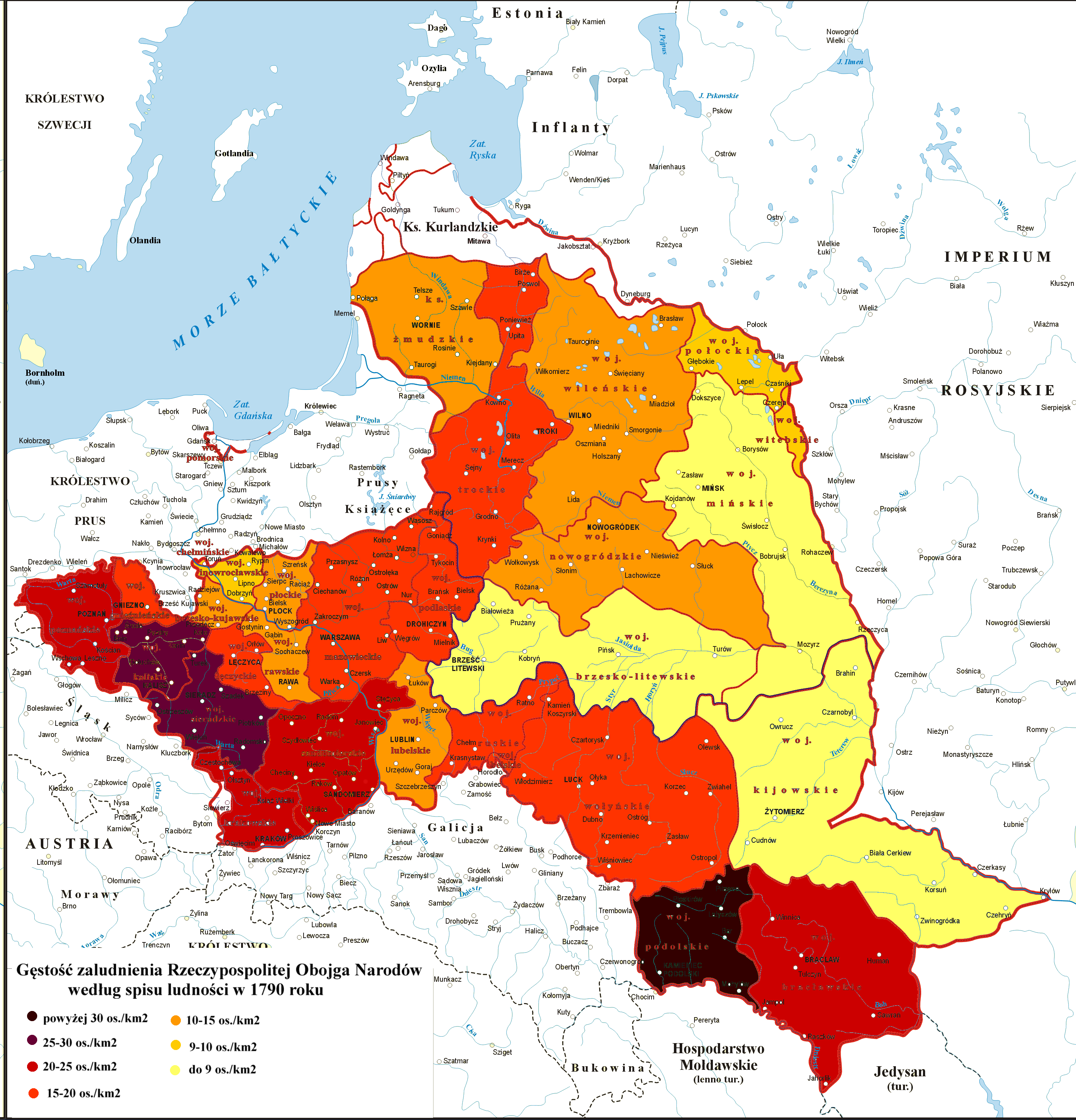
Gęstość zaludnienia Rzeczypospolitej Obojga Narodów według spisu ludności z 1790 roku

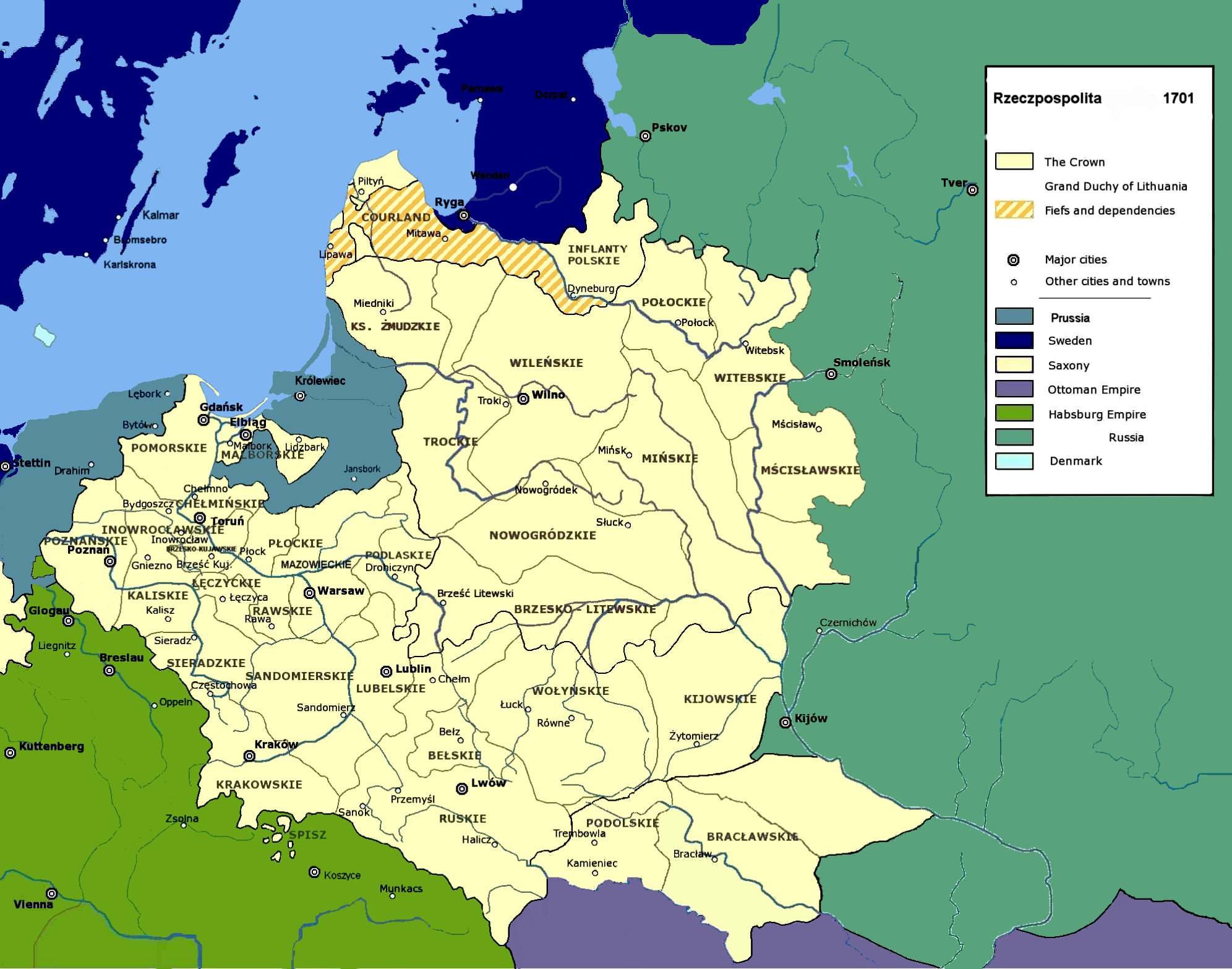
Zasięg terytorialny Rzeczypospolitej w 1701 roku

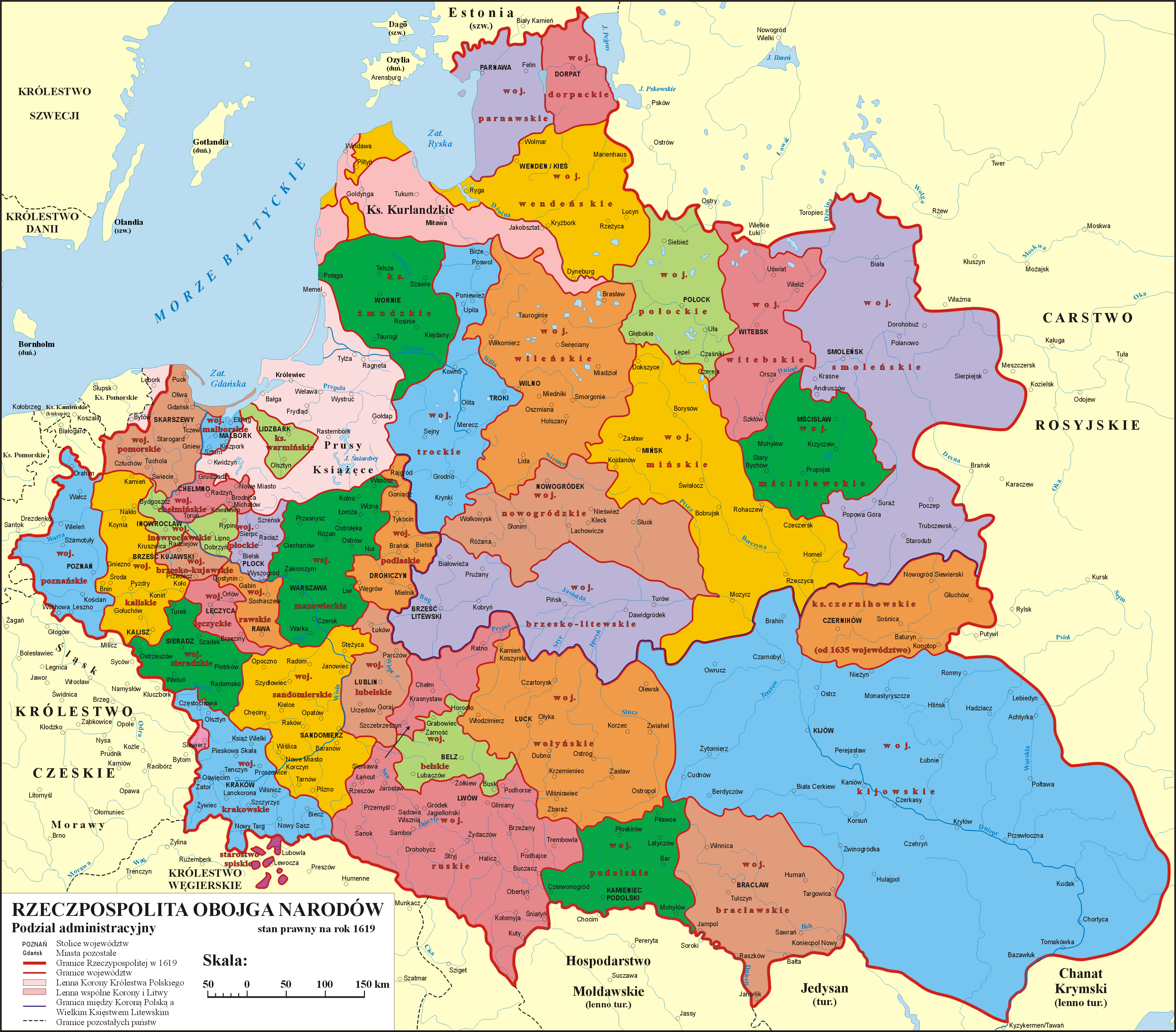
Podział administracyjny Rzeczypospolitej, stan prawny na rok 1619

Posiadłości ziemskie polskich rodów magnackich w XVI-XVII wieku (patrz: państwa magnackie)

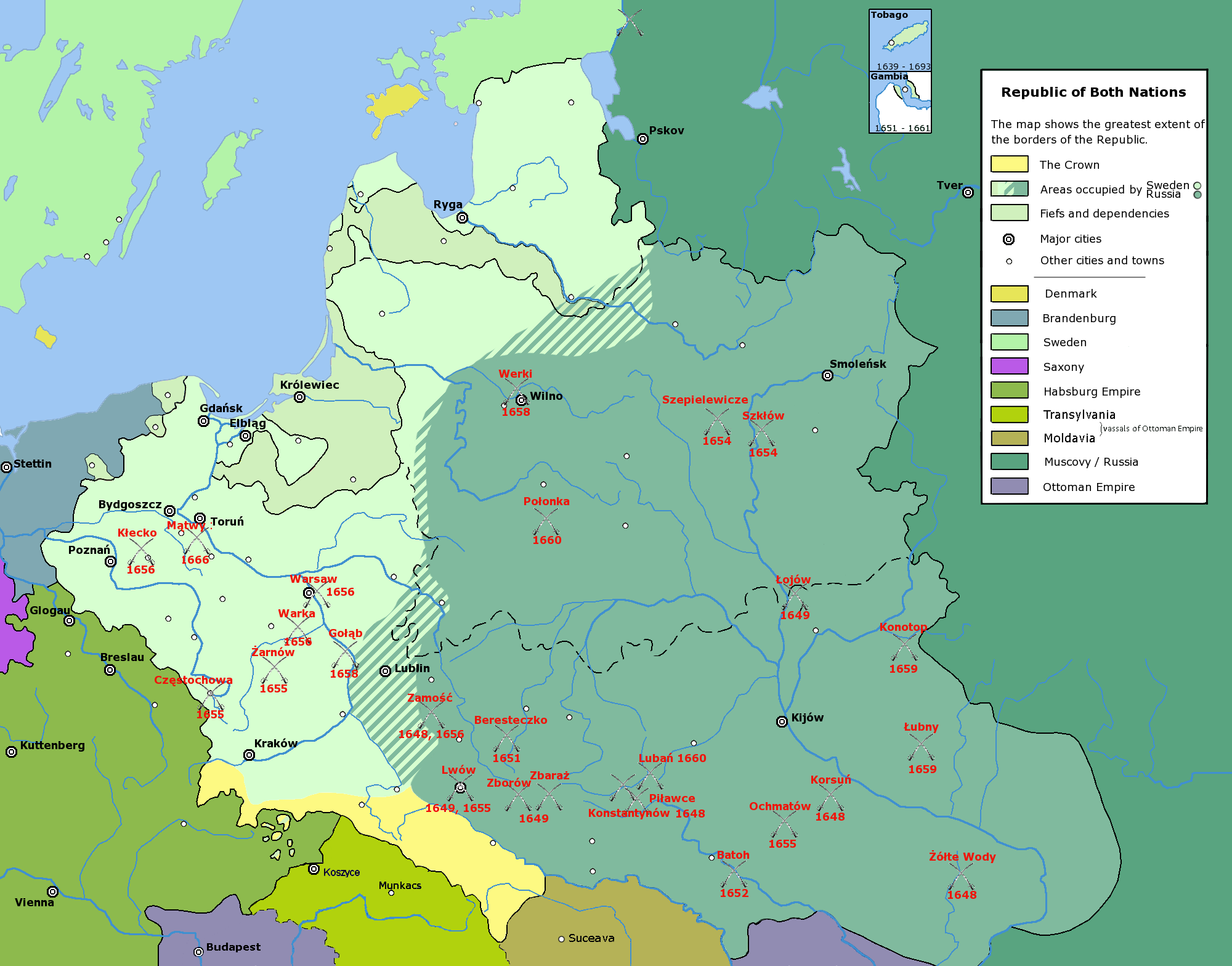
Mapa Rzeczypospolitej podczas potopu szwedzkiego i potopu rosyjskiego

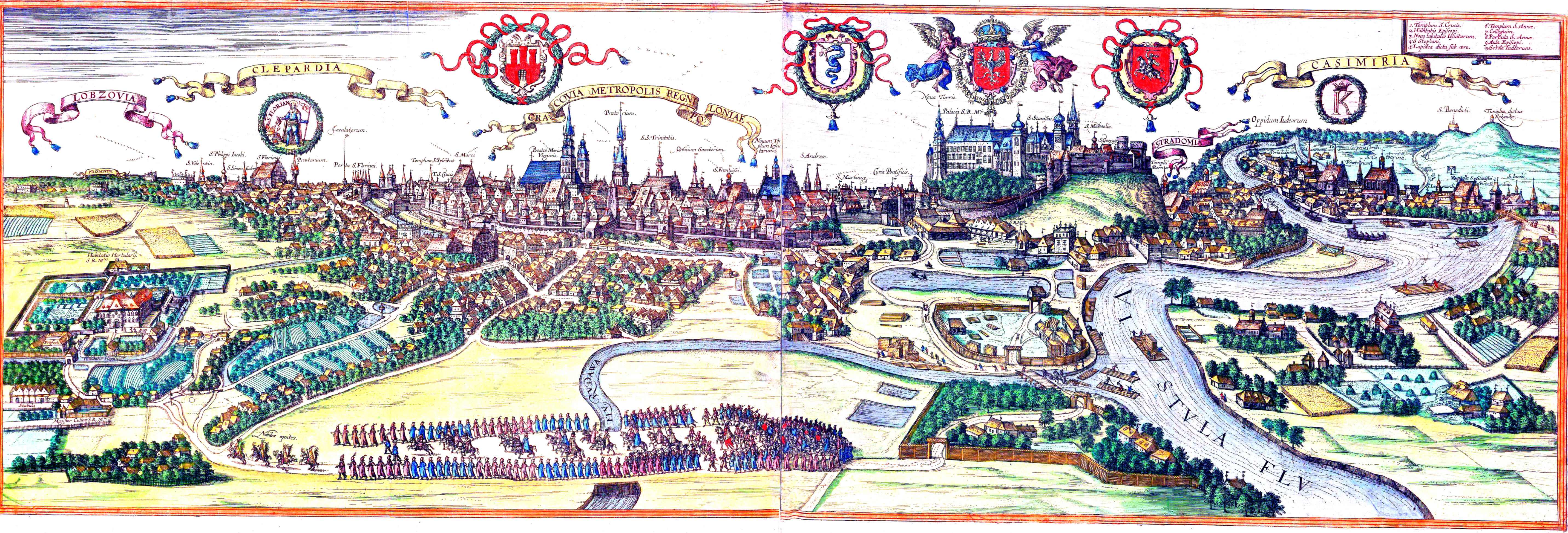
Widok Krakowa, Kleparza i Kazimierza z atlasu Civitates orbis terrarum Georga Brauna i Fransa Hogenberga z 1618 roku. Przykład aglomeracji tworzonej przez 3 miasta królewskie Rzeczypospolitej Obojga Narodów

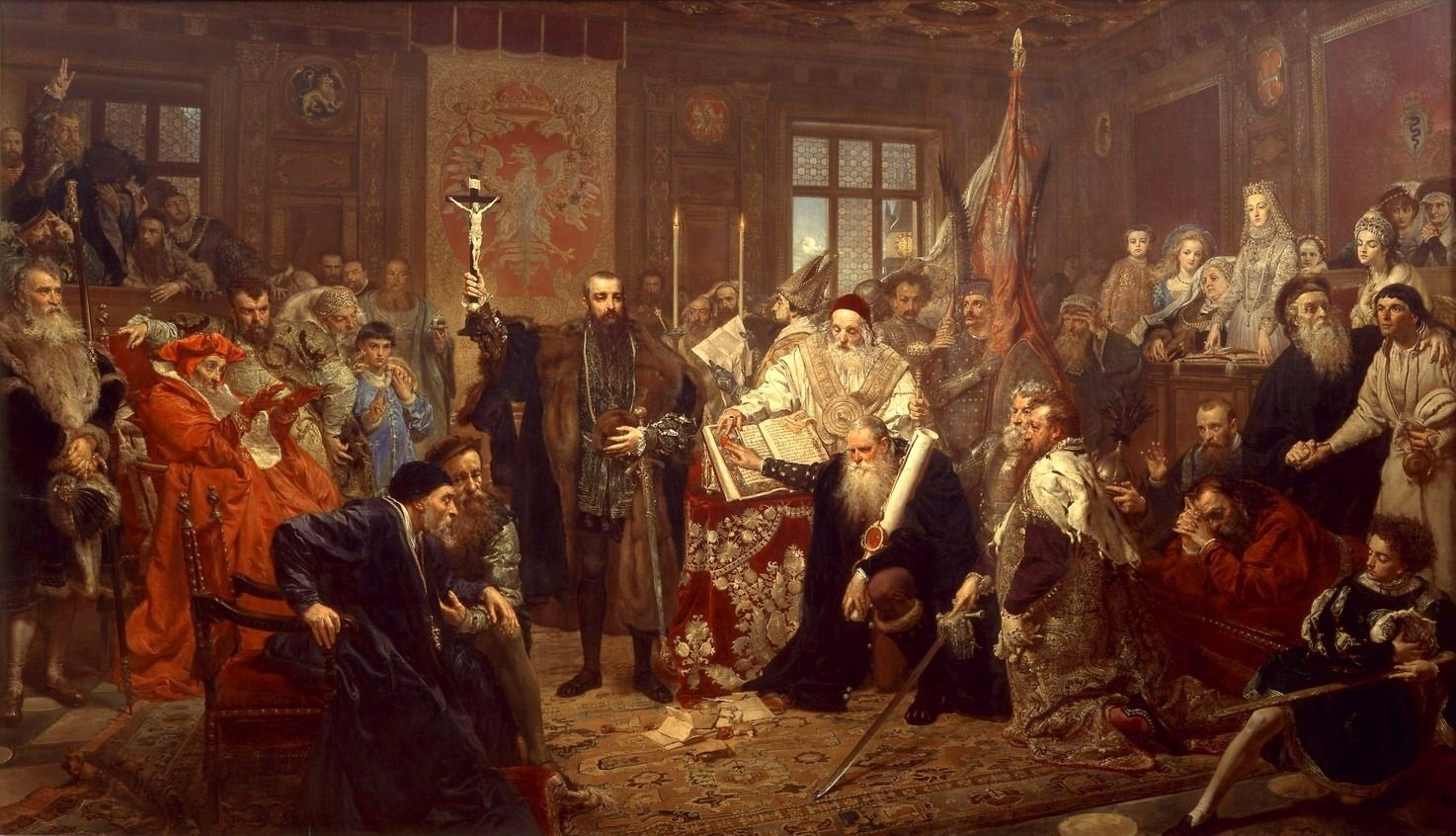
Jan Matejko, Unia lubelska

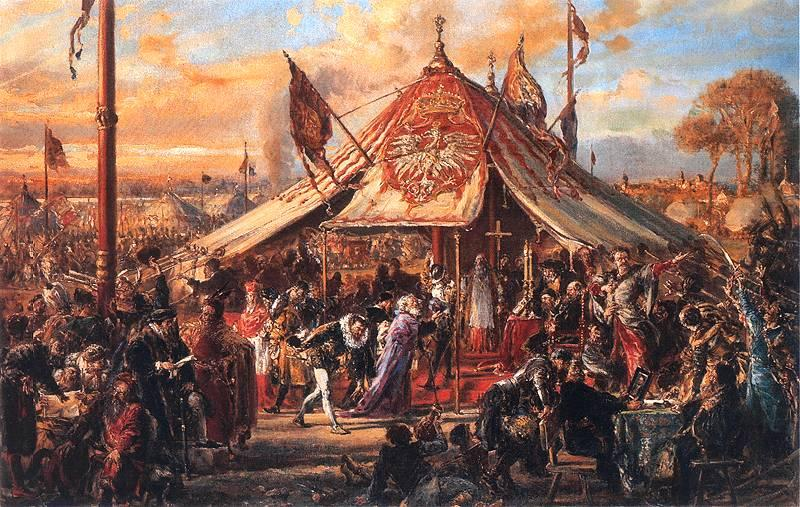
Jan Matejko, Potęga Rzeczypospolitej u zenitu. Złota wolność. Elekcja 1573

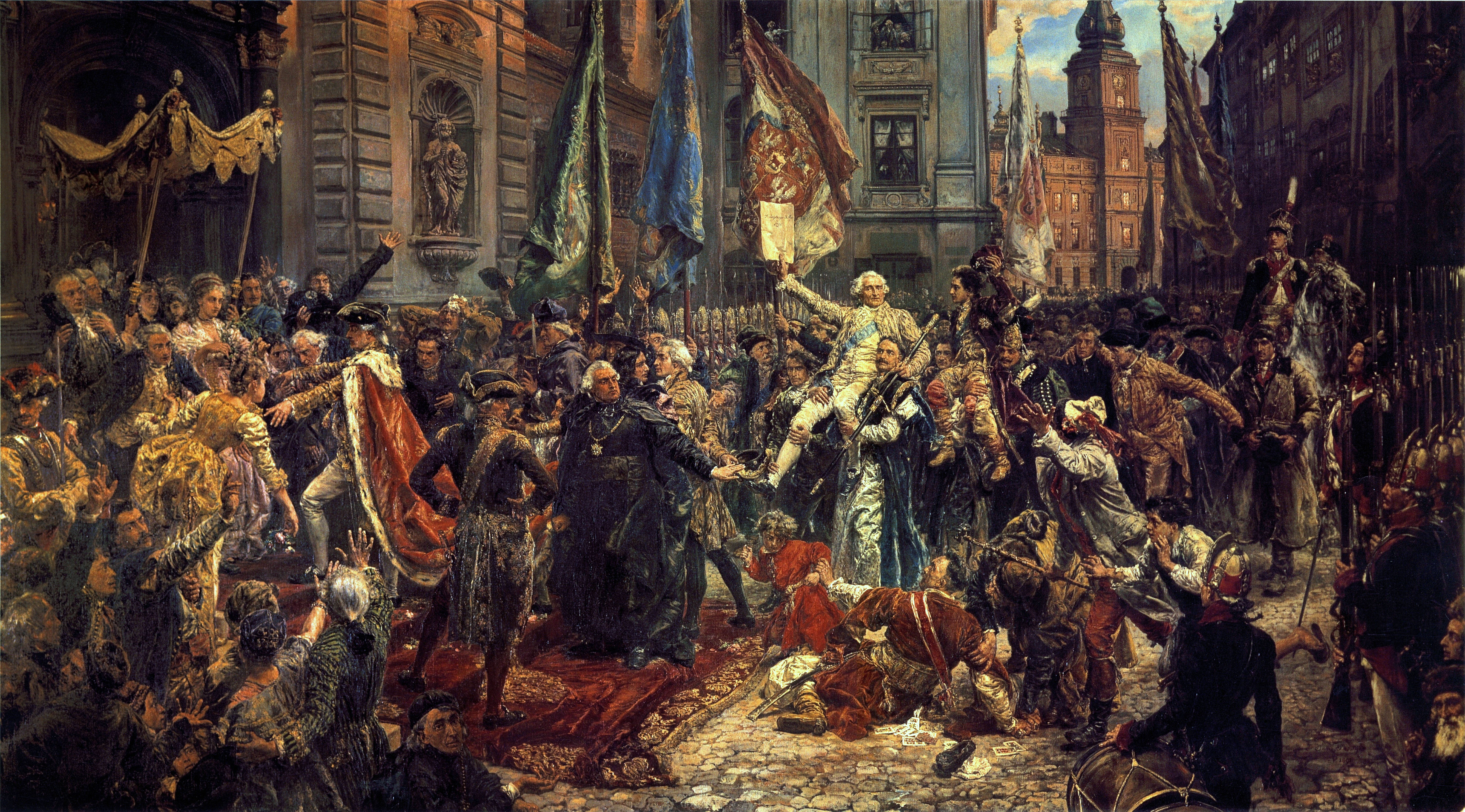
Jan Matejko, Konstytucja 3 maja 1791

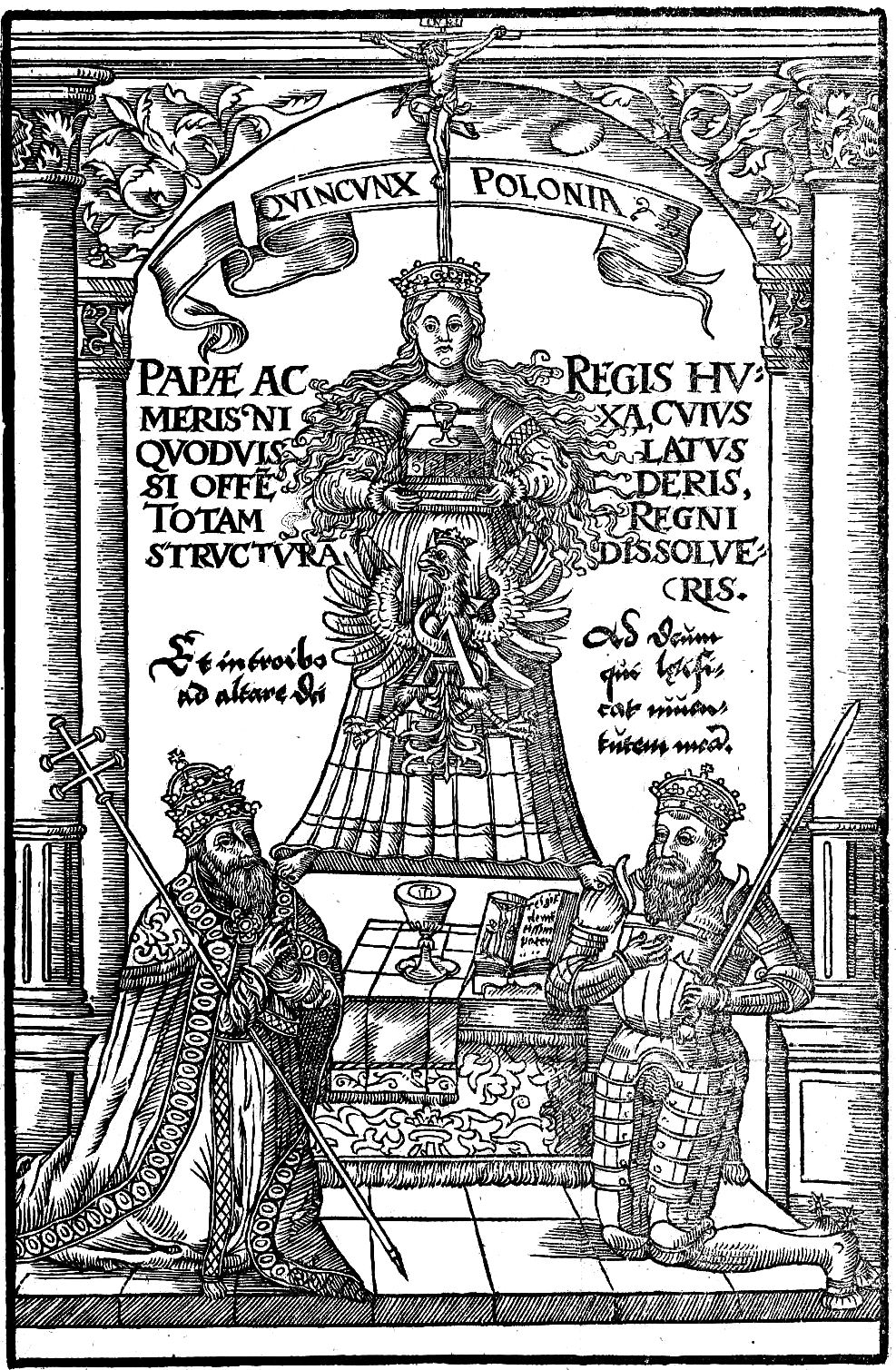
Symboliczne przedstawienie koncepcji ustroju Królestwa Polskiego z dzieła Stanisława Orzechowskiego Quincunx z 1564

Rzeczpospolita Obojga Narodów (łac. Res Publica Utriusque Nationis), potocznie: Polska, I Rzeczpospolita lub Rzeczpospolita szlachecka – państwo złożone z Korony Królestwa Polskiego i Wielkiego Księstwa Litewskiego powstałe w roku 1569 na mocy unii lubelskiej, przestało istnieć w wyniku traktatów rozbiorowych w 1795 roku.
Unia lubelska była zwieńczeniem długotrwałego procesu unifikującego oba państwa. Polska i Litwa zachowały odrębność, ale połączyła je osoba wspólnie obieranego władcy, wspólny sejm i polityka zagraniczna. Zniesione zostały również granice celne, wprowadzono wspólną monetę i system administracyjny; dążono również do unifikacji prawodawstwa. Unia lubelska zakończyła również proces unifikacji Korony Polskiej, ostatecznie włączono księstwa oświęcimskie i zatorskie (1564), a także zniesiono autonomię Prus Królewskich (1569). Do Korony przyłączono Podlasie, Wołyń, Podole wschodnie i Kijowszczyznę. Kształtowanie się wzajemnych stosunków nie zakończyło się na sejmie lubelskim. Postępujące procesy unifikacyjne prowadziły do zacierania się różnic między poszczególnymi krajami.
Rzeczpospolita była jednym z największych państw w Europie, w 1637 roku po wojnach z Moskwą osiągnęła największy obszar ponad ok. 990 tys. km². Liczba ludności w połowie XVII stulecia wynosiła 11 mln, potem lata wojen i klęsk naturalnych spowodowały znaczny spadek ludności do ok. 7 mln, jednak do 1771 zaludnienie wzrosło do 12–14 mln.
Rzeczpospolita była państwem stanowym, z dominującym znaczeniem szlachty, o której pozycji świadczyła wyłączność na prawo do zasiadania w sejmie. Trzy „stany sejmujące”, a więc król, senat i sejm właściwy, czyli izba poselska, były jedynymi wspólnymi organami całej Rzeczypospolitej, wspólnie decydującymi o polityce państwa. Z tego powodu ustrój Rzeczypospolitej określa się jako monarchię mieszaną, w odróżnieniu od monarchii absolutnej, gdzie władza skupiona była w ręku monarchy, a nie jak w przypadku polskim sprawowana przez trzy odrębne organy. Szlachta posiadała również prawo do wyboru władcy po śmierci poprzednika, w wyborze mógł brać udział każdy szlachetnie urodzony. Wśród szlachty budziło to poczucie, że to oni stanowią naród polityczny kraju, a wręcz że sami są Rzecząpospolitą. Rola władcy była ograniczona władzą sejmu, król jednak zachował wyłączne prawo do nadawania urzędów, zarządzania dobrami królewskimi, był również najwyższym sędzią i naczelnym wodzem, kierował także polityką zagraniczną kraju w porozumieniu z senatem.
Zunifikowane państwo kontynuowało rozpoczęte w czasach jagiellońskich wojny o Inflanty ze Szwecją i Rosją. W konflikcie ze Szwecją doszła jeszcze kwestia rywalizacji między polską a szwedzką linią dynastii Wazów o tron szwedzki. Wojny pierwszego okresu Rzeczypospolitej, mimo relatywnie korzystnego przebiegu i rezultatów, ujawniły problemy ustrojowe kraju. Wojny z sąsiadami w drugiej połowie XVII wieku, powstania i rebelie kozackie, załamanie się popytu na eksportowane w dużej ilości zboże doprowadziły do kryzysu gospodarczego państwa. Po nim nastąpił także kryzys polityczny, prowadzący w efekcie do anarchii i rozkładu instytucji władzy. W XVIII wieku, mimo prób reform, podejmowanych przede wszystkim w okresie Sejmu Czteroletniego, Rzeczpospolita wpadła w orbitę wpływów rosyjskich i ostatecznie została zlikwidowana w wyniku trzech rozbiorów w latach 1772, 1793 i 1795.
Do końca istnienia Rzeczypospolitej Obojga Narodów Kraków zachował wiele cech stołeczności – wyłączność na koronacje i pochówki monarchów. Rola Warszawy rosła od XVI wieku, kiedy stała się ona głównym miejscem obrad sejmów walnych, oprócz sejmu koronacyjnego, który odbywał się w Krakowie. Od 1573 roku w Warszawie odbywały się także wolne elekcje, natomiast w latach 1596–1611 przeniesiono tutaj dwór monarszy, a także siedziby najwyższych urzędów. Wilno po unii lubelskiej nie utrzymało formalnych funkcji stolicy Rzeczypospolitej Obojga Narodów.

## Geneza nazwy
Twórcą określenia państwa polskiego mianem Rzeczypospolitej (res publica) był Wincenty Kadłubek. Znaczenie terminu rzeczpospolita, jak również związane z nim poglądy na politykę, zaczerpnął Wincenty głównie z prac Cycerona. Przystosowując republikańskie poglądy rzymskiego pisarza do realiów XII-wiecznych, twierdził, że Polska nie jest własnością monarchy, lecz społeczeństwa rządzącego się prawem stanowionym i wybierającego sobie władców. Tak rozumiana Rzeczpospolita powinna się stać – według Kadłubka – ojczyzną (patria) ludzi wolnych, bronioną męstwem swych obywateli (cives) tworzących jeden naród (identitas est mater societatis). Dla Wincentego starodawna wolność Polaków jest wartością najwyższą. Największym nikczemnikiem jest ten, kto nie żałuje utraconej wolności, a najgorszym władcą taki, który odbiera wolność obywatelom Rzeczypospolitej. Kolejny udokumentowany przykład użycia terminu Rzeczpospolita dla określenia państwa polskiego znajduje się w akcie wierności Maćka Borkowica złożonym królowi Kazimierzowi Wielkiemu 16 lutego 1358 roku w Sieradzu. Niemniej do XVII wieku oficjalną nazwą państwa było Królestwo Polskie i Wielkie Księstwo Litewskie (lit. Lenkijos Karalystė ir Lietuvos Didžioji Kunigaikštystė; biał. Каралеўства Польскае і Вялікае Княства Літоўскае, Karaleustwa Polskaje i Wialikaje Kniastwa Litouskaje; ukr. Королівство Польське та Вели́ке князі́вство Лито́вське, Koroliwstwo Polśke ta Wełyke Kniaziwstvo Łytowśke), a w traktatach międzynarodowych i pismach dyplomatycznych używany był odpowiednik łaciński Regnum Poloniae Magnusque Ducatus Lithuaniae.
Do oficjalnego użytku nazwa Rzeczpospolita weszła wraz z utworzeniem w efekcie unii lubelskiej z 1569 federacyjnej Rzeczypospolitej Obojga Narodów. Nazwa Rzeczpospolita Obojga Narodów (łac. Res Publica Utriusque Nationis) potwierdzona została w 1791 na mocy Zaręczenia Wzajemnego Obojga Narodów.
Od XVII wieku państwo było znane także jako Najjaśniejsza Rzeczpospolita Polska (łac. Serenissima Res Publica Poloniae), Rzeczpospolita Królestwa Polskiego czy Rzeczpospolita Polska, Królestwo Polskie albo po prostu Polska. Mieszkańcy w mowie codziennej używali określenia „Rzeczpospolita” (rus. Рѣч Посполита Riecz Pospolita, lit. Žečpospolita). Zachodnioeuropejskie państwa zazwyczaj używały po prostu określenia Polska. W historiografii państwo często określane jest jako Republika Szlachecka lub Pierwsza Rzeczpospolita.

## Historia
Pierwszym krokiem do utworzenia wspólnego państwa polsko-litewskiego była zawarta w 1385 unia w Krewie. Na przestrzeni dwóch wieków unia ta była na zmianę zacieśniana, osłabiana, a nawet zrywana. Dopiero w drugiej połowie XVI w. wobec braku potomka dynastii Jagiellonów przystąpiono do działań mających na celu utrwalenie międzypaństwowego związku.
Propozycją zmiany charakteru unii realnej została wysunięta przez Zygmunta Augusta na sejmie w Lublinie. Panowie litewscy i magnaci wielokrotnie próbowali zerwać sejm, wielu wyjechało z miasta. Po upływie trzech miesięcy doszło do podpisania unii realnej (1 lipca 1569). Celem strony polskiej była inkorporacja państwa litewskiego, podczas gdy Wielkie Księstwo Litewskie starało się temu zapobiec, dążąc do powstania konfederacji. W rezultacie Korona Królestwa Polskiego i Wielkie Księstwo Litewskie zostały przekształcone w związek dwóch państw, które łączyła osoba wybieranego wspólnie króla, sejm, polityka zagraniczna i system monetarny, osobne zaś były skarb, wojsko, kancelaria i urzędy ministerialne. Zawarcie unii realnej między Polską i Litwą było jednym z głównych osiągnięć króla Zygmunta II Augusta. Po jego śmierci w 1572 roku nastąpiło bezkrólewie, podczas którego zreformowano system prawny kraju. Znacznie zwiększyły się wpływy szlachty, a także wprowadzono wolną elekcję jako sposób wyboru monarchy. Złoty wiek Rzeczypospolitej przypadł na koniec XVI i pierwszą połowę XVII wieku. W tym okresie państwo skutecznie opierało się atakom Szwecji, Rosji i Tatarów.
W 1648 roku nastąpiło powstanie Chmielnickiego (1648–1657) na Ukrainie. W 1654 roku po ugodzie perejasławskiej i przejściu Hetmanatu pod berło cara moskiewskiego nastąpił atak rosyjski na Rzeczpospolitą, a w rok później od północnego zachodu została ona zaatakowana przez Szwecję (tzw. potop szwedzki (1655–1660)). Obce wojska zalały 90% obszaru kraju i spustoszyły go, a król Jan Kazimierz został zmuszony tymczasowo do ucieczki na Śląsk. Szwedzi zostali ostatecznie wyparci z terytorium kraju. Sojusznikami Rzeczypospolitej w wojnie ze Szwecją stały się: Dania, Austria Habsburgów i od 1657 r., po zmianie frontu – Brandenburgia (po traktatach welawsko-bydgoskich i zrzeczeniu się przez Rzeczpospolitą suwerenności nad Prusami Książęcymi). Po unii hadziackiej w 1658 wznowiono przerwane w 1655 działania wojenne na wschodzie i po zwycięskich kampaniach wojsk koronnych i litewskich Rosjanie zostali ostatecznie wyparci z Rzeczypospolitej, co przypieczętował rozejm andruszowski (1667). Państwo zostało osłabione. Utraciło Inflanty i zwierzchność nad Prusami Książęcymi oraz Smoleńszczyznę i Ukrainę Lewobrzeżną z Kijowem na wschodzie na rzecz Carstwa Rosyjskiego. Dalszy upadek pozycji państwa wiązał się z rządami Michała Korybuta Wiśniowieckiego i wojną z Turcją, na której wstępie Rzeczpospolita utraciła w 1672 roku nieratyfikowanym traktatem w Buczaczu Podole i część Ukrainy Prawobrzeżnej. Pod koniec XVII wieku, za panowania Jana III Sobieskiego Rzeczpospolita ponownie zawarła sojusz z Monarchią Habsburgów i razem z nimi przystąpiła do walki z Imperium Osmańskim. W 1683 Turcy zostali pokonani pod Wiedniem, co zakończyło okres ich ekspansji w Europie. Po pokoju w Karłowicach w 1699 Rzeczpospolita odzyskała utracone w 1672 ziemie, ale nie udało jej się przejąć żadnych innych terytoriów. Traktat Grzymułtowskiego z 1686 roku potwierdził wyraźną przewagę Rosji na wschodzie i straty w wojnie z 1654 roku.
Od końca XVII w. narastać zaczęły problemy wewnętrzne, a całkowicie zdestabilizowane państwo otoczone przez mocne systemy władzy stało się europejskim ewenementem. Pomimo podjętej za czasów Stanisława Augusta Poniatowskiego próby radykalnej reformy Rzeczypospolitej zaczęła ona wchodzić w orbitę wpływów silnej monarchii rosyjskiej. Proces ten de facto zapoczątkował sejm niemy w 1717, a następnie Rzeczpospolita stała się de iure częściowo protektoratem Imperium Rosyjskiego, począwszy od polsko-rosyjskiego traktatu gwarancyjnego z 1768, potwierdzonego w 1775 i w 1793 (prawa kardynalne i Materiae Status). Próba uwolnienia się spod rosyjskich wpływów podjęta przez konfederację barską zakończyła się w 1772 klęską, w następstwie której doszło do I rozbioru Polski, dokonanego przez Rosję, Prusy i Austrię. W latach 1788–1792 obradował Sejm Czteroletni, który w 1791 uchwalił Konstytucję 3 Maja, ale reforma ustroju napotkała opór wewnętrzny konfederacji targowickiej, skutkując przegraną wojną z Rosją, w wyniku której sejm grodzieński w roku następnym unieważnił konstytucję oraz zatwierdził II rozbiór Polski, a resztkowe państwo stało się odtąd w pełni protektoratem rosyjskim. Insurekcja kościuszkowska była ostatnim zrywem obozu reformatorów, a jej upadek oznaczał ostateczny kres Rzeczypospolitej, przypieczętowany zawartymi między Rosją, Prusami i Austrią traktatami III rozbioru oraz abdykacją Stanisława Augusta Poniatowskiego (1795).

## Organizacja państwa

### Ustrój
Ustrój Rzeczypospolitej Obojga Narodów określa się jako monarchię mieszaną. Organami władzy był król, senat składający się z najwyższych dostojników duchownych i świeckich oraz szlachecka Izbę Poselską, wybierana na lokalnych sejmikach i je reprezentująca. Zgodnie z jej założeniami władza należała do ogółu szlachty, która mogła wpływać na politykę kraju poprzez uczestnictwo w sejmikach i sejmach.
Głównym organem państwa był sejm walny złożony z trzech stanów sejmujących: króla, senatu i izby poselskiej. Do jego kompetencji należało przede wszystkim stanowienie prawa i wyrażanie zgody na podatki. Zgodnie z artykułami henrykowskimi przyjętymi w 1573 król miał obowiązek zwoływać sejm co dwa lata na 6 tygodni. Władca Rzeczypospolitej był szafarzem urzędów, dysponował nominacjami na 25 tysięcy stanowisk, w tym kilkaset urzędów senatorskich, wśród nich 16 ministrów oraz 17 biskupów katolickich.
Na szczeblu wojewódzkim istniały sejmiki ziemskie, w których miała prawo uczestniczyć cała szlachta danego regionu. Sejmiki te wybierały posłów na sejm walny, deputatów do trybunału koronnego i trybunału litewskiego oraz kandydatów na wakujące urzędy sędziowskie. Miały pozycję równą z sejmem walnym i król mógł zwołać je dla zatwierdzenia swych propozycji.
Pozycja króla w Rzeczypospolitej nie była silna, co dobrze wyrażały słowa kanclerza Jana Zamoyskiego: Rex regnat et non gubernat (łac. król panuje, ale nie rządzi). Każdy nowo wybrany monarcha miał obowiązek podpisać artykuły henrykowskie. Dokument ten określał nienaruszalne zasady ustroju państwa i zapewniał tolerancję religijną. Z czasem artykuły henrykowskie połączono z pacta conventa – osobistymi zobowiązaniami króla elekta.
Podstawowe zasady i elementy ustroju Rzeczypospolitej określano od 1573 mianem złotej wolności. Składały się na nie:
- nietykalność osobista (Neminem captivabimus nisi iure victum)
- wolna elekcja monarchy przez ogół szlachty
- sejm,
- pacta conventa,
- wolność wyznawanej religii (Konfederacja warszawska (1573))
- rokosz – prawo szlachty do buntu przeciwko królowi w przypadku gdy ten złamie prawo lub naruszy zagwarantowane jej przywileje
- liberum veto (łac. wolne nie pozwalam) – prawo każdego pojedynczego deputowanego do sprzeciwienia się decyzji większości na sejmie. Pozwalało unieważnić wszystkie postanowienia podjęte na danej sesji;
- konfederacja – prawo do tworzenia lokalnych lub ogólnopaństwowych związków szlachty w celu osiągnięcia określonych celów politycznych.

Złota wolność wytworzyła ustrój nietypowy w skali ówczesnej Europy. Podczas gdy w innych krajach następowała centralizacja władzy i wzrost pozycji monarchów zmierzających do absolutyzmu, w Rzeczypospolitej władza była zdecentralizowana, a szlachta dominowała nad królem pod względem kompetencji.

### Administracja

#### Wielkie Księstwo Litewskie
Po reformach z lat 1565–1566 w Wielkim Księstwie wyklarował się prosty, dwustopniowy podział administracyjny. Podstawową jednostką administracyjną był powiat, który był jednocześnie okręgiem sądowym, politycznym (zwoływanie sejmików), jak i wojskowym (pospolite ruszenie). Od Unii lubelskiej Litwa dzieliła się na dziewięć województw: wileńskie, trockie, połockie, witebskie, smoleńskie, mińskie, mścisławskie, nowogródzkie, brzesko-litewskie. Status województwa miało także Księstwo Żmudzkie, które podobnie jak województwa połockie i mścisławskie składały się z jednego powiatu, pozostałe województwa liczyły od dwóch do czterech powiatów, jedynie wileńskie składało się z pięciu. Poza zwykłym podziałem administracyjnym na obszarze Wielkiego Księstwa Litewskiego występowały także tak zwane księstwa alodialne, czyli kompleksy majątkowe niektórych rodów magnackich, dzierżone na prawie książęcym.

#### Korona Królestwa Polskiego
W Koronie Królestwa Polskiego podział administracyjny był dużo bardziej skomplikowany. Korona dzieliła się na dwie prowincje Wielkopolskę i Małopolskę.

### Próby przeprowadzenia reform
W XVIII wieku kilkakrotnie planowano lub nawet w ograniczonym stopniu wprowadzano w życie reformy systemu. Ambitne projekty zmian proponowały obozy magnackie, w tym Potoccy i tzw. Familia, a także król Stanisław Leszczyński, większość jednak pozostało jedynie w sferze teorii. Oryginalną próbą reform społecznych było utworzenie w granicach I Rzeczypospolitej we wsi Pawłowo koło Wilna przez księdza Pawła Ksawerego Brzostowskiego republiki samorządowej tzw. Rzeczypospolitej Pawłowskiej, w której w roku 1769 zastąpił on pańszczyznę oczynszowaniem i nadał chłopom wolność osobistą.
W skali całego państwa niewielkie ulepszenia do systemu prawnego państwa wprowadzono na sejmie konwokacyjnym w 1764, ale szeroko zakrojone reformy weszły w życie dopiero trzydzieści lat później. W 1791 uchwalono Konstytucję 3 Maja – pierwszą w Europie nowoczesną ustawę zasadniczą. Konstytucja znosiła liberum veto i prawo do zawiązywania konfederacji. Wprowadzała trójpodział władzy, zasadę suwerenności ludu, a także zwiększała prawa mieszczan i w mniejszym stopniu chłopów.
Reformy wprowadzono zbyt późno i wywołały one szybką reakcję sąsiednich państw. Rosja doprowadziła do zawiązania konfederacji targowickiej i w obronie rzekomo pogwałconych praw szlachty zaatakowała Polskę. Wojna zakończyła się przegraną Polaków i delegalizacją konstytucji. Doprowadziła także do drugiego, a po dwu latach do trzeciego rozbioru Polski.

## Geografia
Ziemie dawnej Rzeczypospolitej Obojga Narodów aktualnie wchodzą w skład kilku środkowoeuropejskich państw, w tym przede wszystkim Polski, Litwy, Łotwy, Ukrainy, Białorusi i Rosji. W mniejszym stopniu także Estonii, Słowacji (Zastaw spiski) i Mołdawii (Naddniestrze). Podczas gdy termin „Polska” często był i jest stosowany w odniesieniu do całego państwa, w rzeczywistości składało się ono z dwóch głównych części:
- Korony Królestwa Polskiego, skrótowo nazywanej „Koroną”,
- Wielkiego Księstwa Litewskiego, skrótowo nazywanego „Litwą”

Korona miała w przybliżeniu dwukrotnie liczniejszą populację od Litwy i pięć razy wyższy dochód z podatków. Zasięg terytorialny Rzeczypospolitej ulegał częstym zmianom, przede wszystkim na wschodzie. Po rozejmie w Jamie Zapolskim (1582) państwo miało ok. 867 000 km²(bez Inflant 815 000) i 6,5 mln mieszkańców. Po rozejmie w Dywilinie zasięg terytorialny zwiększył się do 990 000 km² i był największy w historii. Populacja Rzeczypospolitej w tym okresie wynosiła 10–11 mln, z czego ok. 4 mln stanowili Polacy.
Rzeczpospolita była krajem rolniczym, gęsto pokrytym lasami. Wyjątek stanowiły pokryte stepami Kresy. Na południu i północy istniały naturalne granice – Karpaty i Morze Bałtyckie. Pierwszy kompleksowy przewodnik po kraju opublikowany został po łacinie przez biskupa Marcina Kromera w XVI w. pod nazwą Polska, czyli o położeniu, obyczajach, urzędach Rzeczypospolitej Królestwa Polskiego.

### Podział administracyjny
Na państwo składały się trzy prowincje: prowincja wielkopolska, prowincja małopolska i Wielkie Księstwo Litewskie. Dodatkowo Rzeczpospolita podzielona była na województwa zarządzane przez wojewodów. Ich liczba wahała się od 33 do 35. Województwa dzieliły się na mniejsze jednostki administracyjne – starostwa. Władzę w nich sprawowali starostowie, natomiast zarząd miast – z wyjątkiem wielkich miast pruskich (Gdańska, Torunia i Elbląga) – pozostawał w gestii kasztelanów. Rzeczywiste kompetencje wymienionych urzędników, szczególnie względem szlachty były niewielkie. Wobec opisanego podziału administracyjnego istniały liczne wyjątki, przede wszystkim związane z funkcjonowaniem podjednostek takich jak ziemie czy księstwa.

### Krainy geograficzne w Rzeczypospolitej
Korona
     Prusy – lenno Królestwa Polskiego
     Wielkie Księstwo Litewskie
     Liwlandia – posiadłość Korony i Litwy
     Kurlandia – lenno Rzeczypospolitej

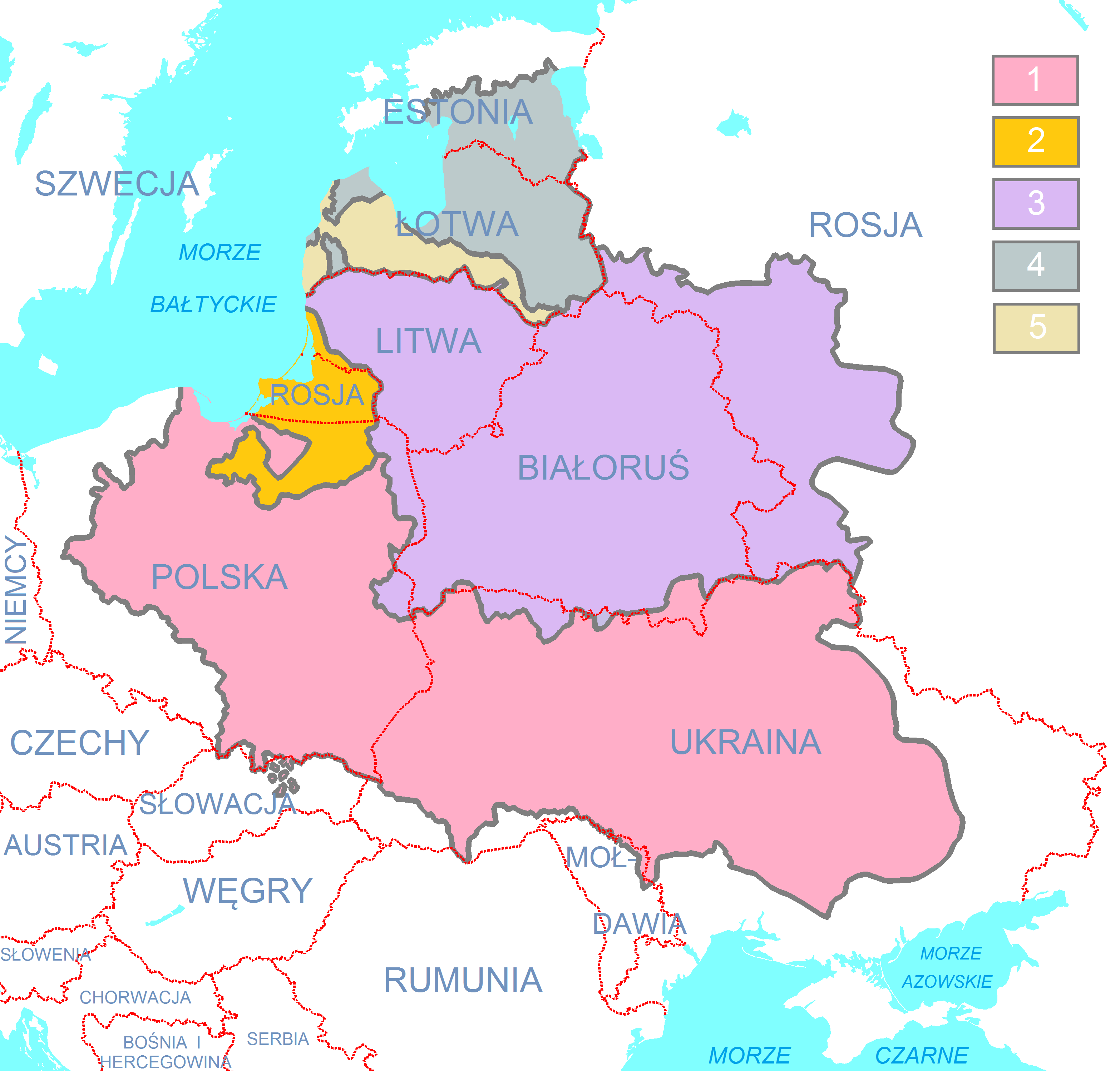
Największy zasięg terytorialny I Rzeczypospolitej w latach 1619–1622, po rozejmie w Dywilinie na tle granic państw współczesnych.
Legenda:
Korona
Prusy – lenno Królestwa Polskiego
Wielkie Księstwo Litewskie
Liwlandia – posiadłość Korony i Litwy
Kurlandia – lenno Rzeczypospolitej

W ujęciu historycznym w skład Rzeczypospolitej Obojga Narodów wchodziły m.in. następujące regiony:
- Inflanty – wspólne terytorium Polski i Litwy od 1561, w większości utracone w 1622 roku na rzecz Szwecji, poza Inflantami Polskimi (Łatgalią);
- Podole, Dzikie Pola, Zaporoże;
- Kurlandia i Semigalia – północne lenno Rzeczypospolitej od 1561, posiadająca dwie kolonie: Gambię oraz Nową Kurlandię
- Litwa – zachodnia część Wielkiego Księstwa Litewskiego;
- Małopolska – południowa prowincja Korony ze stolicą w Krakowie;
- Mazowsze – środkowa część Korony ze stolicą w Warszawie, od XVI wieku zaliczana była do prowincji wielkopolskiej;
- Podlasie – terytorium między Mazowszem i Wielkim Księstwem Litewskim, do XVI wieku część Litwy, od 1569 część Korony;
- Prusy – terytorium dawnego państwa krzyżackiego podzielone na należące do Korony Prusy Królewskie i będące jej lennem Prusy Książęce (do 1657);
- Warmia – dominium biskupów warmińskich, wydzielone administracyjnie z Prus w 1466;
- Ruś – wschodnie i południowe ziemie Wielkiego Księstwa Litewskiego (Ruś Biała, Ruś Czarna, Polesie), a także Ruś Czerwona wchodząca w skład prowincji małopolskiej i Wołyń wraz z Ukrainą (Naddnieprzem), które od 1569 roku były częścią Korony;
- Wielkopolska – środkowo-zachodnia prowincja Korony z głównym ośrodkiem w Poznaniu;
- Żmudź – zachodnia część Litwy.

### Sąsiedzi Rzeczypospolitej
| Państwo                                                                                  | Rok początku sąsiedztwa | Powód                                                                      | Rok zakończenia sąsiedztwa | Powód                                                                                      |
| ---------------------------------------------------------------------------------------- | ----------------------- | -------------------------------------------------------------------------- | -------------------------- | ------------------------------------------------------------------------------------------ |
| Królestwo Czech/Kraje Korony Czeskiej (unia personalna w ramach Monarchii Habsburgów)    | 1569                    | Unia w Lublinie                                                            | 1620                       | Bitwa pod Białą Górą i wcielenie do Monarchii Austriackiej                                 |
| Księstwa śląskie                                                                         | 1569                    | Unia w Lublinie                                                            | 1675                       | Wymieranie Piastów Śląskich i wcielenie ostatniego z ich księstw do Monarchii Austriackiej |
| Marchia Brandenburska                                                                    | 1569                    | Unia w Lublinie                                                            | 1701                       | Unifikacja kraju z Brandenburgia- -Prusy na Królestwo Prus                                 |
| Księstwo Pomorskie                                                                       | 1569                    | Unia w Lublinie                                                            | 1648                       | Pokój westfalski – rozbiór między Szwecję a Brandenburgię                                  |
| Królestwo Węgier (unia personalna w ramach Monarchii Habsburgów)                         | 1569                    | Unia w Lublinie                                                            | 1687                       | Uznanie Habsburgów za królów dziedzicznych i wcielenie do Monarchii Austriackiej           |
| Imperium Osmańskie                                                                       | 1569                    | Unia w Lublinie                                                            | 1793                       | II rozbiór Polski – zmiana granic                                                          |
| Księstwo Siedmiogrodu (lenno Turcji)                                                     | 1569                    | Unia w Lublinie                                                            | 1699                       | Pokój w Karłowicach i wcielenie do Monarchii Austriackiej                                  |
| Hospodarstwo Mołdawskie (lenno Turcji)                                                   | 1569                    | Unia w Lublinie                                                            | 1793                       | II rozbiór Polski – zmiana granic                                                          |
| Chanat Krymski (lenno Turcji)                                                            | 1569                    | Unia w Lublinie                                                            | 1667/1686                  | Rozejm w Andruszowie, później pokój Grzymułtowskiego – zmiana granic                       |
| Królestwo Szwecji                                                                        | 1569                    | Unia w Lublinie                                                            | 1721                       | Pokój w Nystad – zmiana granic                                                             |
| Carstwo Rosyjskie                                                                        | 1569                    | Unia w Lublinie                                                            | 1721                       | koronacja cara Piotra I na cesarza Rosji                                                   |
| Księstwo Pruskie (lenno Rzeczypospolitej do 1657)                                        | 1569                    | Unia w Lublinie                                                            | 1701                       | Unifikacja kraju z Brandenburgia- -Prusy na Królestwo Prus                                 |
| Księstwo Kurlandii i Semigalii (lenno Rzeczypospolitej)                                  | 1569                    | Unia w Lublinie                                                            | 1795                       | Wcielenie do Rosji                                                                         |
| Święte Cesarstwo Rzymskie (konglomerat państw pod przewodnictwem monarchy habsburskiego) | 1569                    | Unia w Lublinie                                                            | 1795                       | III rozbiór Polski, likwidacja państwa polsko-litewskiego                                  |
| Monarchia Habsburgów                                                                     | 1620                    | Bitwa pod Białą Górą i wcielenie Królestwa Czech do Monarchii Austriackiej | 1795                       | III rozbiór Polski, likwidacja państwa polsko-litewskiego                                  |
| Królestwo Prus                                                                           | 1701                    | Unifikacja kraju z Brandenburgia- -Prusy na Królestwo Prus                 | 1795                       | III rozbiór Polski, likwidacja państwa polsko-litewskiego                                  |
| Imperium Rosyjskie                                                                       | 1721                    | koronacja cara Piotra I na cesarza Rosji                                   | 1795                       | III rozbiór Polski, likwidacja państwa polsko-litewskiego                                  |

## Społeczeństwo
Społeczeństwo Rzeczypospolitej składało się przede wszystkim z Polaków, Litwinów i Rusinów. W 1618 roku przedstawicieli tych narodowości było w przybliżeniu kolejno 4,5 mln, 0,75 mln i 5 mln na łączną liczbę 11 mln mieszkańców państwa. Istotne mniejszości stanowili m.in. Łotysze, Niemcy i Żydzi.
W Polsce w XVI i XVII wieku z azylu skorzystało około 20 tysięcy rodzin ze Szkocji i Anglii (w XVI wieku przeważnie protestanci, w XVII wieku katolicy), kilka tysięcy mennonitów ze Szwajcarii i Holandii, 2 tysiące braci czeskich, około tysiąca Szwedów (zwolenników Zygmunta III Wazy, zarówno protestantów jak katolików).
Wśród wyższych warstw społeczeństwa Litwy i Rusi następował szybki proces polonizacji, wyrażający się przede wszystkim w rozpowszechnieniu języka i kultury polskiej, a także religii katolickiej. Polonizacja wynikała z wyższego rozwoju kulturalnego, gospodarczego i administracyjnego Korony. Proces ten, a także kolonizacja Rusi polskimi osadnikami doprowadziły do spięć na tle narodowościowym. Ważnym ich czynnikiem była wyznawana religia. Większość przedstawicieli szlachty polskiej i spolonizowanej była katolikami lub protestantami, natomiast ludność chłopska na wschodnich ziemiach Rzeczypospolitej wyznawała prawosławie. Konflikty dodatkowo narosły po zawiązaniu unii brzeskiej. W dużym stopniu to właśnie z kwestiami religijnymi wiązały się powstania kozackie, w tym najważniejsze powstanie Chmielnickiego.
Pod wpływem reformacji duża część szlachty przyjęła wyznania protestanckie (luteranizm, kalwinizm i arianizm). W okresie zawiązywania unii lubelskiej pojawiały się nawet propozycje utworzenia kościoła narodowego. Wprawdzie w efekcie kontrreformacji większość szlachty powróciła do Kościoła katolickiego, ale proces ten przebiegał pokojowo, głównie poprzez propagandę i szkolnictwo jezuickie. Dopiero po potopie szwedzkim doszło do prześladowań braci polskich i ich wygnania z kraju.

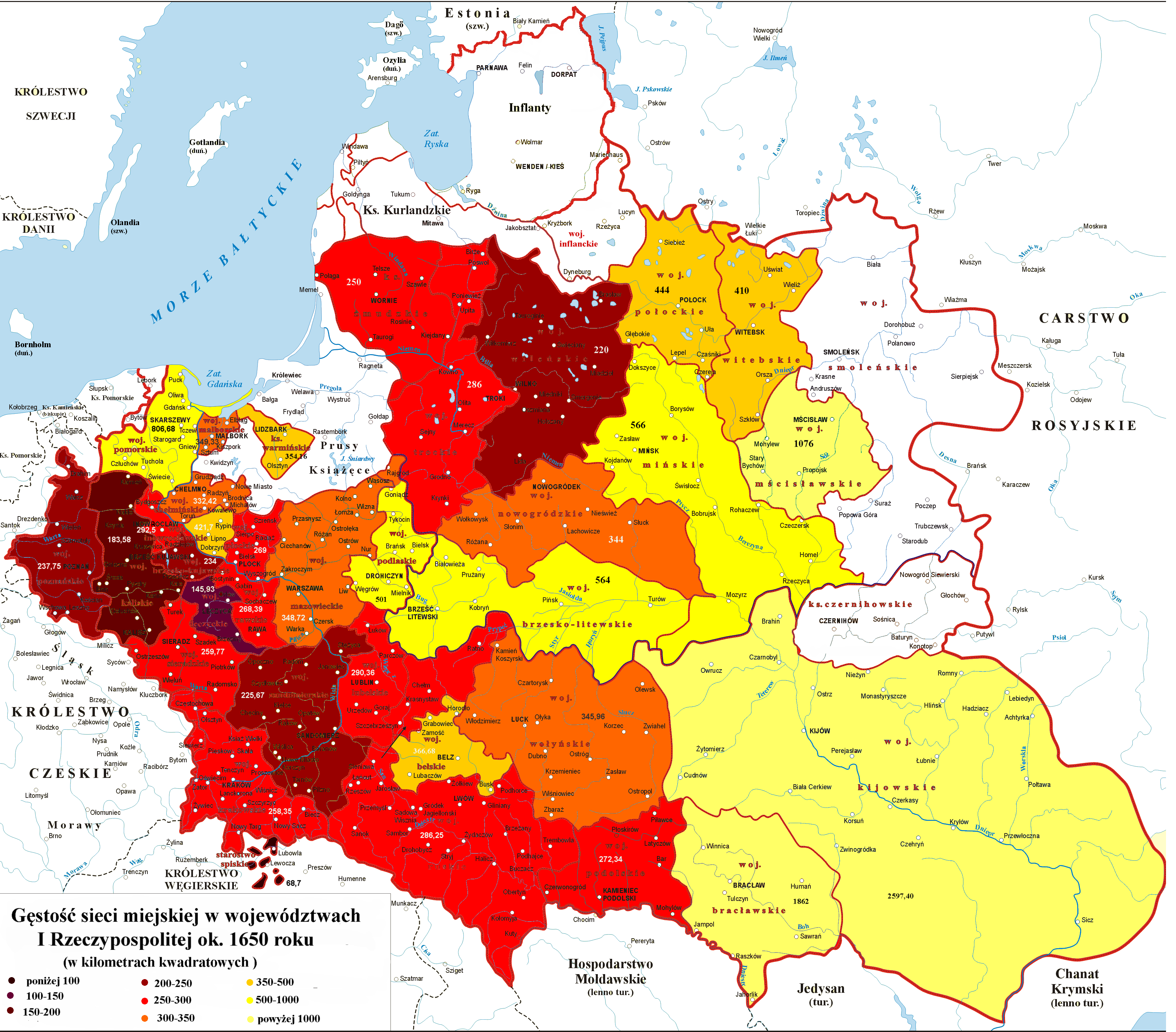
Gęstość sieci miejskiej w województwach Rzeczypospolitej Obojga Narodów ok. 1650 roku

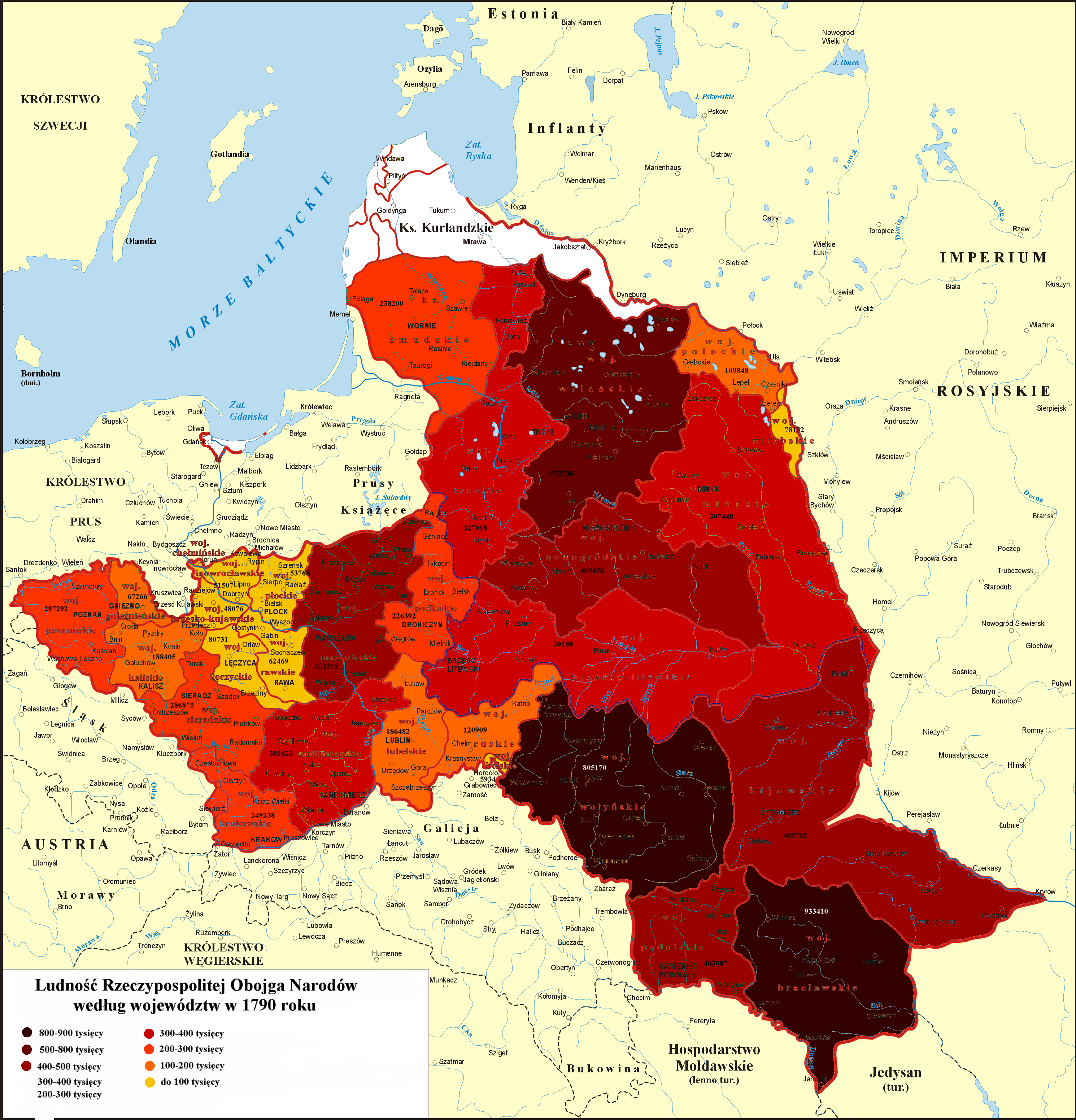
Liczba ludności w województwach I Rzeczypospolitej, według spisu statystycznego Fryderyka Moszyńskiego z 1789 roku, podana w tabeli w 1790 roku

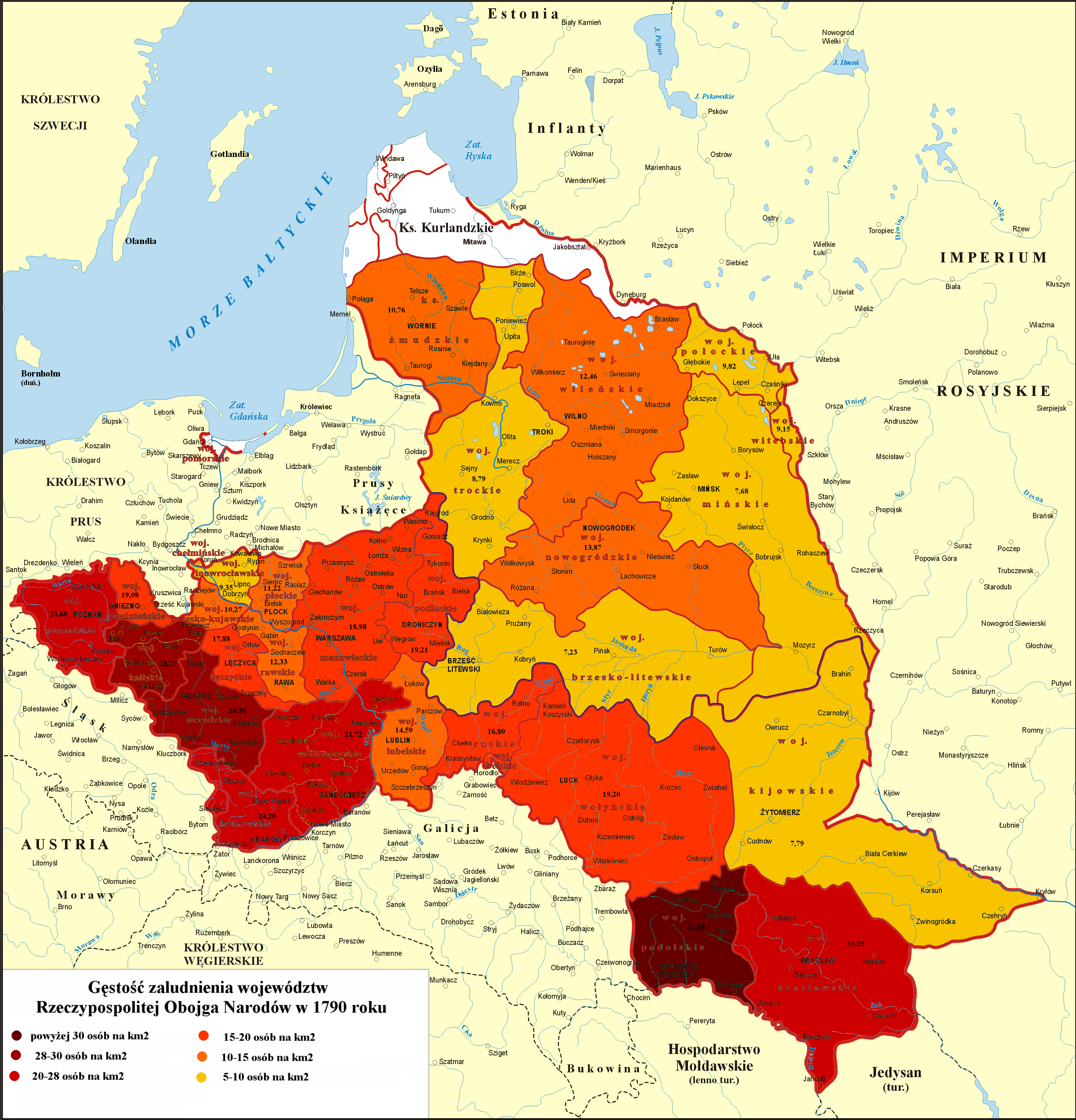
Gęstość zaludnienia według województw w Rzeczypospolitej Obojga Narodów według tabeli Fryderyka Moszyńskiego z 1790 roku

### Świadomość narodowa
W połowie XVI wieku wytwarza się w Koronie świadomość narodowa. W połowie XVI wieku nastąpiła też polonizacja magnaterii i szlachty litewskiej, a w XVII wieku polonizacja szlachty rusińskiej (białoruskiej i ukraińskiej). Narodem polskim stała się warstwa wyższa, bez względu na pochodzenie etniczne, język, religię, złączona wspólnymi korzyściami i przywilejami stanowymi. Między innymi na gruncie języka polskiego dokonywała się stopniowa, od przełomu XVI i XVII wieku widoczna coraz wyraźniej integracja kulturowa wieloetnicznego narodu szlacheckiego Rzeczypospolitej Obojga Narodów.

### Hierarchia społeczna
Najbardziej uprzywilejowaną grupą społeczną w Rzeczypospolitej była szlachta. W przeciwieństwie do innych krajów Europy stan szlachecki był bardzo liczny – należało do niego od 8 do 10% mieszkańców państwa. Wyróżniała go także nietypowa zasada równości wewnętrznej, która w XVI i XVII wieku odegrała istotną rolę w integracji Korony z Litwą, Prusami Książęcymi czy Inflantami. Szlachta już od schyłku XV w. posiadała przywileje zapewniające jej dominację polityczną. Także duchowieństwo wyższe zostało opanowane przez wysoko urodzonych – przedstawicieli wielkich rodów magnackich. O ile w czasach Jagiellonów zdarzało się jeszcze, że dostojnicy kościelni byli mieszczańskiego pochodzenia, o tyle w XVII czy XVIII wieku taki stan rzeczy był wykluczony. Szlachta uzyskała również przewagę w gospodarce i handlu – podporządkowała sobie chłopstwo, wywalczyła prawo do przewożenia i wytwarzania towarów „na własny użytek” bez opłat celnych. Także w sądownictwie zaznaczało się zdecydowane uprzywilejowanie szlachty względem plebejuszy. Większość przywilejów i praw szlachty pochodziła jeszcze z XV-XVI wieku, ale w okresie Rzeczypospolitej Obojga Narodów pozycja tego stanu jedynie rosła. Zwiększała się także jego wewnętrzna różnorodność. Wprawdzie formalnie każdy szlachcic miał takie same prawa, lecz w rzeczywistości obok szlachty średniej powstały: biedna, bliska chłopstwu szlachta zagrodowa i bogata magnateria, której czołowych przedstawicieli nierzadko nazywano „królewiętami”.
Ze wzrostem pozycji szlachty połączony był spadek znaczenia stanu mieszczańskiego. Kryzys miast w XVII wieku i rozwój wysoce samowystarczalnej gospodarki folwarcznej doprowadziły do zmniejszenia roli mieszczaństwa – zarówno politycznej, jak i gospodarczej. Jedynie kilka głównych miast z Gdańskiem na czele utrzymało swoją pozycję, ale brak szerszej współpracy patrycjatu różnych ośrodków nie pozwolił na wywalczenie przywilejów dla całego stanu. W efekcie mieszczaństwo Rzeczypospolitej pozbawione było praw politycznych. Jedynie w Prusach Królewskich do drugiej połowy XVII wieku mieszczanie uczestniczyli w obradach sejmiku. Kryzys objął także sferę gospodarczą – zakaz posiadania dóbr ziemskich (od 1496) i konieczność opłacania ceł utrudniały wytworzenie dużej grupy bogatych mieszczan. Nieliczni jej przedstawiciele dążyli raczej do zaspokojenia celów partykularnych, bądź uzyskania nobilitacji, niż do poprawy sytuacji całego stanu. Kryzys ogarnął także niższe struktury społeczeństwa miejskiego – w XVII wieku zaczęto ograniczać liczebność, bądź nawet rozwiązywać cechy rzemieślnicze.
Najniższą pozycję posiadało chłopstwo. Dodatkowo w efekcie postępującego rugowania sołtysów dozwolonego przez Statut warcki (1423) zanikła warstwa bogatego, aktywnego gospodarczo chłopstwa. Zarazem zmniejszyło się wykształcenie i samodzielność stanu chłopskiego, a na pozycjach administracyjnych chłopów zastąpiła drobna szlachta. Przywiązanie do ziemi i całkowite podporządkowanie szlachcie upodobniło sytuację chłopów do niewolnictwa. W XVI wieku wolni chłopi w dobrach rządowych i duchownych zwolnieni byli od czynszów i pańszczyzny. Chłopi pańszczyźniani wykorzystywali do odrabiania pańszczyzny folwarcznej najemnych czeladników. W 1791 roku w Rzeczypospolitej było 6 360 000 chłopów, w tym olędrów było ok. 10 000, pewna liczba budników i rudników, znaczna liczba posiadaczy emfiteutycznych, okupników, kolonistów, zagrodników, włościan nie przypisanych do ziemi, parobków, 190 000 poddanych dóbr stołowych, 840 000 poddanych w królewszczyznach, 921 300 poddanych w dobrach duchownych. 3,5 mln chłopów, wyjętych spod opieki praw i władzy rządu krajowego, obciążonych podatkami, było poddanymi dóbr dziedzicznych szlachty.

## Gospodarka

### Skarbowość
Do końca XVIII wieku szlachta w Polsce cieszyła się licznymi przywilejami, m.in. wyłącznego prawa własności ziemskiej, wolności od podatków z ziem folwarcznych, wolności od ceł przywozowych za towary nabyte za granicą na własny użytek, prawa do nabywania po niskiej cenie soli.
Od 1613 roku upowszechniło się deklarowanie przez poszczególne województwa i ziemie wysokości podatków, jakie skłonne były oddać do skarbu publicznego. Od sejmu 1631 roku sejmiki ziemskie zaczęły także decydować o rodzajach podatków. Było to de facto wprowadzenie systemu repartycji, który upowszechnił się za panowania Jana II Kazimierza Wazy.
Do 1629 roku głównym źródłem dochodów Rzeczypospolitej był pobór łanowy, płacony przez poddanych z dóbr królewskich, duchownych i szlacheckich. W 1629 roku wprowadzono nowy podatek: podymne. W 1656 roku na niektóre miasta królewskie nałożono akcyzę. W 1662 uchwalono jednorazowo pogłówne jako subisium charitativum. Sejmiki uchwalały różne lokalne podatki, np. rogowe, chałupowe, płużne i młynarskie. Czopowe było podatkiem od produkcji i sprzedaży napojów alkoholowych, po 1613 roku upowszechniło się deklarowanie go przez poszczególne województwa. Lokalny charakter tego podatku potwierdzono w 1658 roku. Hiberna była obowiązkiem żywienia i kwaterowania wojska w czasie leży zimowych.

### Przemysł i handel

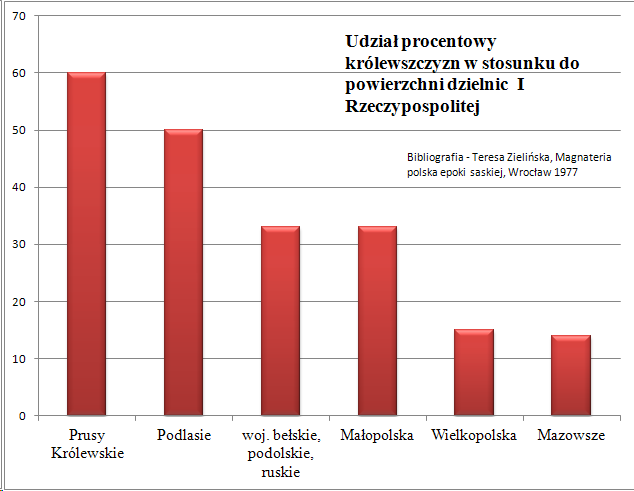
Procentowy udział królewszczyzn w stosunku do powierzchni dzielnic I Rzeczypospolitej

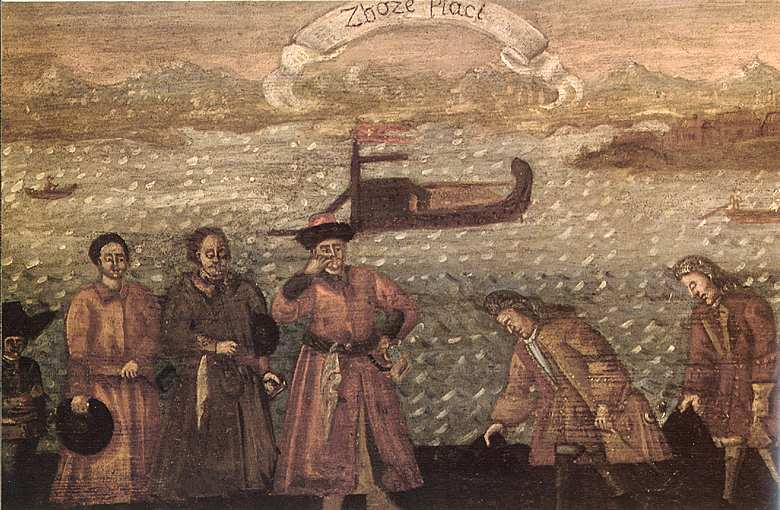
Zboże płaci...

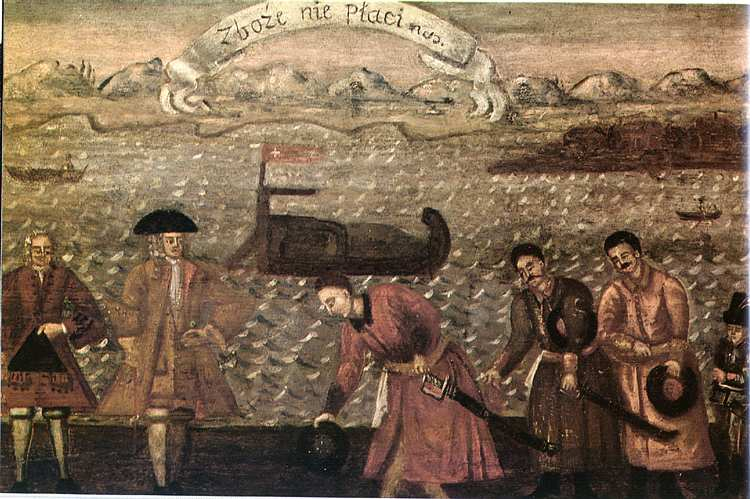
...i zboże nie płaci. Dwa anonimowe obrazy ilustrujące załamanie się koniunktury na zboże w drugiej połowie XVII w.

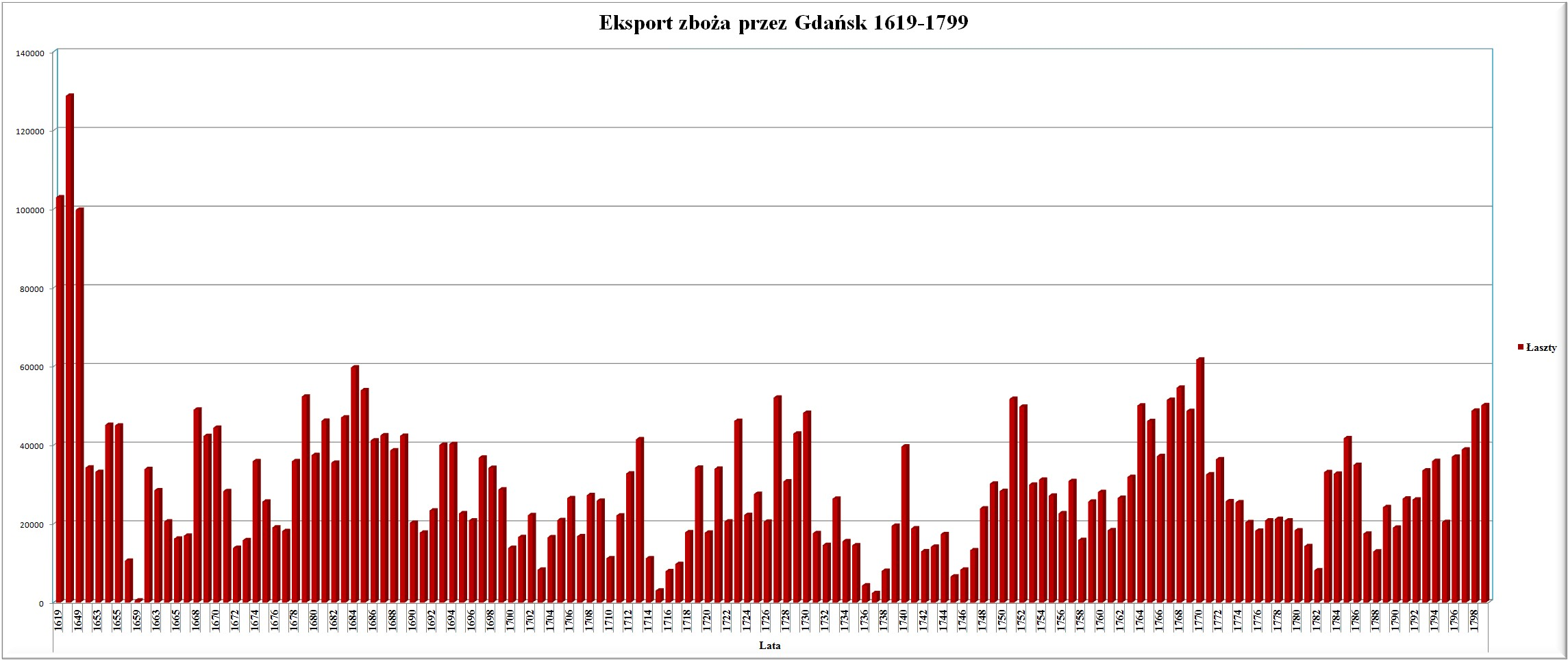
Eksport zboża przez Gdańsk w latach 1619–1799

Przyłączenie Gdańska i opanowanie całego biegu Wisły wpłynęło decydująco na model gospodarki Rzeczypospolitej, choć dotyczyły głównie Mazowsza i Kujaw, w mniejszym stopniu Małopolski i ziem nadbużańskich. Związanie polskiej gospodarki z eksportem przede wszystkim zboża i drewna, wpłynęło na wykształcenie się folwarku i spadek znaczenia miast w dorzeczu Wisły, które zostały wykluczone z wymiany towarowej przez Gdańsk.
System folwarczno-pańszczyźniany, oparty był na wykorzystaniu pracy odrobkowej przypisanych do ziemi chłopów. Typowa szlachecka posiadłość ziemska zawierała wielkopowierzchniowy folwark, w którym uprawiano przede wszystkim przeznaczone na eksport zboże. System ten dobrze prosperował u zarania państwa, w okresie doskonałej koniunktury w handlu zbożem, ale pod koniec XVII wieku wraz ze spadkiem cen towarów rolnych sytuacja zaczęła się pogarszać. Straty były coraz większe, a szlachta starała się je rekompensować poprzez zwiększanie obciążenia pańszczyźnianego chłopów. Doprowadziło to do powszechnego w tym okresie w Europie Środkowej procesu refeudalizacji.
Rzeczpospolita była największym producentem zboża w Europie, przy tym jednak większość plonów trafiała na rynek wewnętrzny. Szacowane roczne spożycie zboża w Koronie i Prusach wynosiło 113 000 ton (226 000 łasztów). Produkcja wynosiła w XVII wieku około 120 000 ton rocznie, z czego 6% eksportowano, 19% przypadało na ludność miejską, natomiast reszta na mieszkańców wsi. Eksport zaspokajał około 2% zapotrzebowania Europy Zachodniej i zapewniał wyżywienie około 750 000 osób, ale ziarno importowane stanowiło tam margines zaopatrzenia, którego brak wywoływał natychmiast głód. Znaczenie handlu zbożem rosło jeszcze bardziej w latach nieurodzaju (np. lata 90. XVI wieku i 20. XVII), kiedy kraje południowej Europy zmuszone były do jego importu na masową skalę.
Zboże eksportowano przede wszystkim drogą wodną. Wpierw rzekami do Gdańska, a następnie morzem do portów innych państw Europy. Żegluga możliwa była na Wiśle, Pilicy, Bugu, Sanie, Nidzie, Wieprzu, Niemnie, Warcie i Noteci. Oprócz Gdańska skupiającego 80% handlu korzystano także z pośrednictwa innych portów, przede wszystkim Rygi, Elbląga i leżącego poza granicami Rzeczypospolitej Szczecina. Transportem morskim zajmowali się głównie armatorzy holenderscy i flandryjscy, a do głównych portów docelowych należały Antwerpia i Amsterdam. Na okręty gdańskie przypadało do 10% przewożonego towaru.
Choć sprzedaż zboża decydowała o obliczu polskiej gospodarki, to jednak w rzeczywistości miała ona znikomy, 9-procentowy, udział w polskim eksporcie. Na Ukrainie, oprócz zboża, rozwijała się hodowla. Region puszcz litewsko-ruskich eksportował przede wszystkim towary leśne (wosk, futra itd.), w dorzeczach Dźwiny i Niemna rozwinął się handel i produkcja lnu, konopi, ziarna oraz popiołu. Na południu Rzeczypospolitej, od Podola, poprzez Małopolskę do Śląska, i dalej w głąb Niemiec, przebiegał szlak, którym przepędzano bydło, jego odnoga odchodziła w kierunku Mazowsza, do Prus. Wielkopolska w mniejszym stopniu niż okoliczne ziemie handlowała z Gdańskiem, bliskie kontakty handlowe łączyły ją ze Śląskiem i ze Szczecinem, do którego towar spławiano Wartą i Odrą.
Wielkopolska była też jednym z nielicznych polskich regionów z dobrze rozwiniętym przemysłem tkackim, gospodarka przemysłowa rozwijała się także w Gdańsku, Prusach Królewskich i w Małopolsce, w regionie Biecza i Tarnowa. Ważnym ośrodkiem metalurgicznym było Zagłębie Staropolskie, które rozwijało się także na granicy ze Śląskiem, m.in. w Samsonowie. Duża rolę odgrywało także kopalnictwo soli, srebra i ołowiu. Na przełomie XVI i XVII wieku przez komory celne Rzeczypospolitej przewożono ok. 300 różnych towarów<.
Skupienie się szlachty na rolnictwie i jej dominacja nad stanem mieszczańskim zaowocowała stosunkowo powolnym tempem urbanizacji, a tym samym ograniczeniem rozwoju rzemiosła i przemysłu. Skala zjawiska zwiększyła się zwłaszcza po licznych wojnach w drugiej połowie XVII wieku, kiedy rozwój polskich ośrodków miejskich zaczął wyraźnie odstawać od rozwoju ośrodków zachodniej Europy. W Rzeczypospolitej istniały wprawdzie liczne miasta (ok. 900 w poł. XVII w.), w większości lokowane na prawach magdeburskich, jednak ich rola handlowa i produkcyjna malała. Najważniejszym ośrodkiem handlowym był Gdańsk, przez długi czas największe miasto kraju. Duże znaczenie odgrywały także stolice (Kraków i Warszawa) oraz m.in. Toruń, Poznań, Lublin z organizowanymi w nim jarmarkami. W momencie upadku państwa w miastach mieszkało około 10% populacji. Do największych miast Królestwa Polskiego, liczących ponad 10 tys. mieszkańców należały (według hierarchii wielkości ok. 1500 r.): Gdańsk, Kijów, Kraków, Lwów, Toruń, Elbląg, Poznań, Lublin, Warszawa.
Rzeczpospolita importowała przyprawy, dobra luksusowe, ubiory, ryby, alkohol i produkty przemysłowe takie jak stal czy narzędzia. Początkowo bilans handlowy państwa był dodatni, ale w efekcie upadku miast i zniesienia ograniczeń importu towarów przez szlachtę w początkach XVII wieku stał się ujemny.
Wraz z wielkimi odkryciami geograficznymi na znaczeniu straciły tradycyjne połączenia handlowe przecinające Rzeczpospolitą, takie jak bursztynowy szlak. Mimo to państwo pozostało ważnym łącznikiem pomiędzy krajami bliskiego wschodu i Europą Zachodnią. Przykładowo pochodzące z Persji kobierce na zachodzie nazywano mylnie „polskimi”, ponieważ to właśnie z Korony były one sprowadzane.

## Kultura

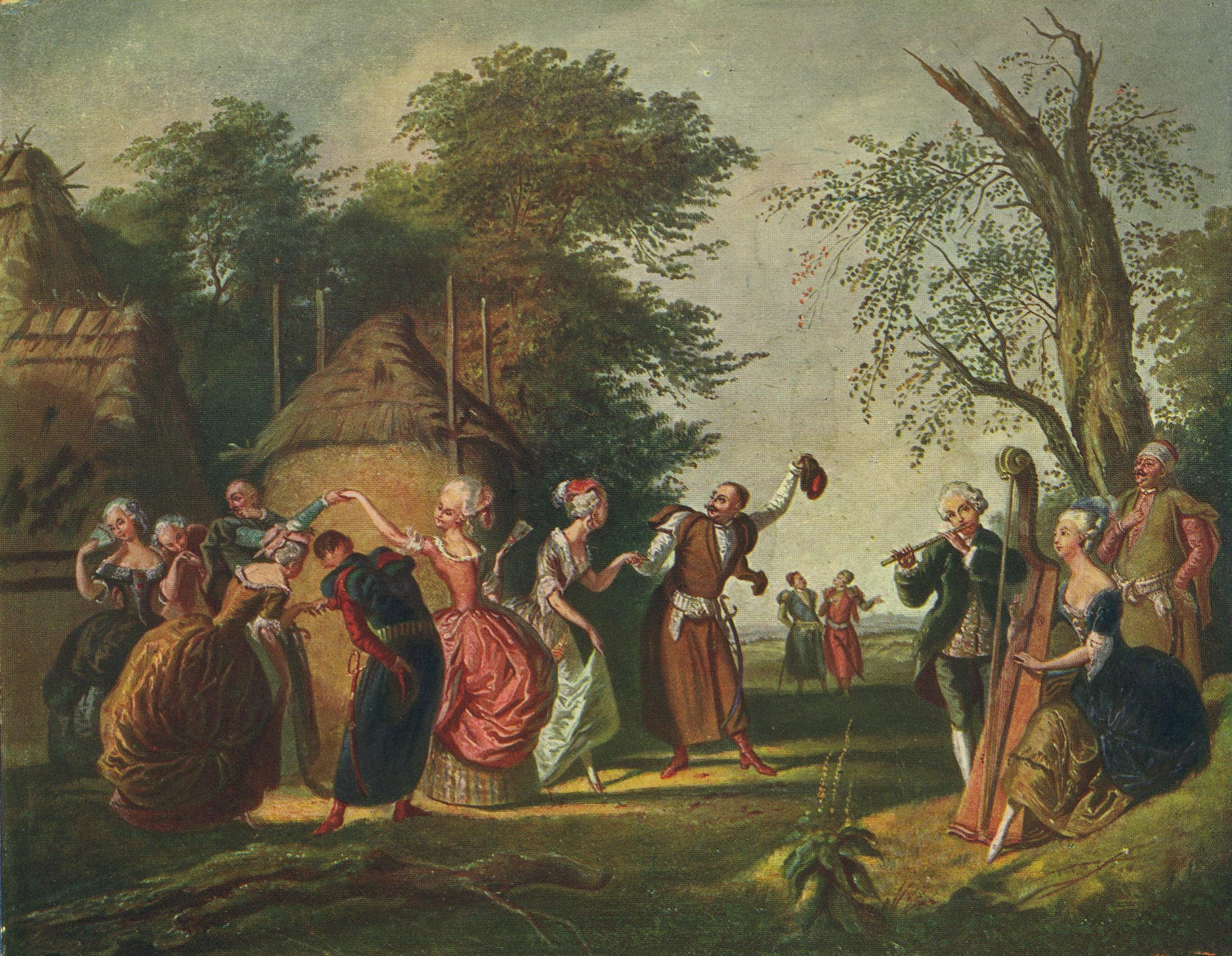
Polska szlachta tańczy Poloneza – „Polonez pod gołym niebem”, Korneli Szlegel

Kulturę państwa kreowała przede wszystkim szlachta, w ograniczonym stopniu także mieszczaństwo. Dominującą formacją kulturową i ideologiczną od schyłku XVI do połowy XVIII wieku był sarmatyzm, który opierał się na koncepcji utożsamiającej polską szlachtę ze starożytnym ludem Sarmatów. Wyrażał się m.in. w konserwatyzmie, poczuciu wyższości nad innymi narodami, ideach mesjanistycznych („Polska – przedmurze chrześcijaństwa”), umiłowaniu wolności szlacheckiej. Wpływał na ubiory i styl dekoracji wnętrz, które oparto na wzorcach orientalnych. W literaturze wyrażał się w tzw. baroku sarmackim, natomiast w architekturze w trzymaniu się rodzimych rozwiązań o bryłach gotyckich i specyficznej dekoracji stiukowej sklepień. Bardzo duży wpływ sarmatyzm miał na obyczajowość szlachecką. Charakterystyczne dla tego okresu w kulturze były okazałe pogrzeby, wjazdy magnackie, sztuczność i teatralność zachowania, np. w kościele.
Z czasem idee sarmatyzmu uległy degeneracji, w XVII wieku przesiąkając dewocją, megalomanią, zacofaniem i nietolerancją. Umiłowanie wolności przekształciło się w dążenie do anarchii, natomiast poczucie wyższości doprowadziło do upadku szkolnictwa i powszechnych braków w wykształceniu szlachty. Za czasy szczególnego upadku kultury uznaje się okres rządów saskich.

## Nauka i oświata

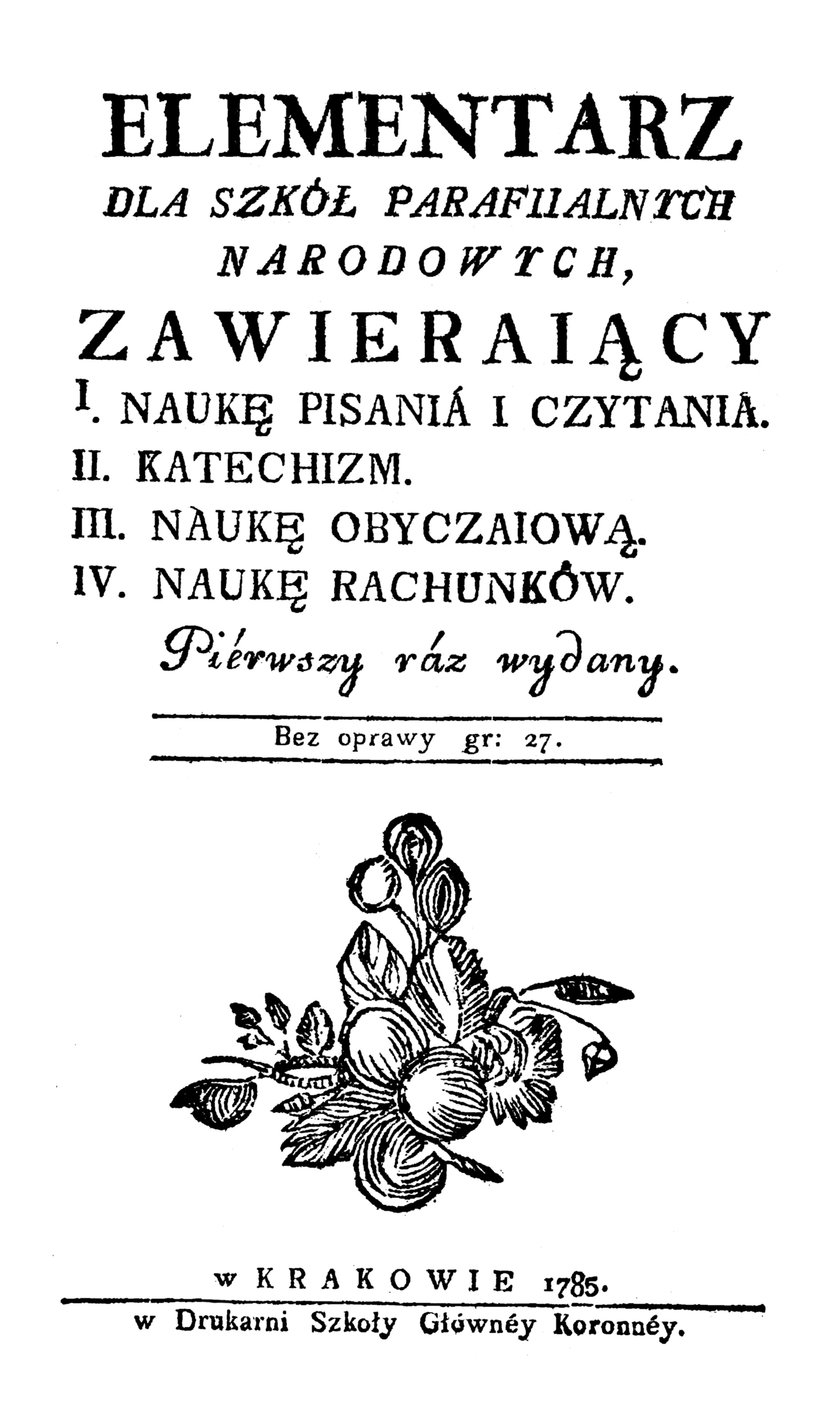
Elementarz dla szkół parafialnych wydany w 1785 z ramienia Towarzystwa do Ksiąg Elementarnych przez Szkołę Główną Koronną

Od lat 40. XVIII wieku w Rzeczypospolitej zaczęły przyjmować się idee nowej epoki w kulturze – Oświecenia. Ich największy rozwój przypadł na rządy Stanisława Augusta Poniatowskiego. W tym okresie podjęto próby radykalnej reformy szkolnictwa i ustroju prawnego państwa. Zgodnie z duchem oświecenia rozwijała się sztuka, literatura i publicystyka. Do czołowych przedstawicieli epoki należeli m.in. Ignacy Krasicki, Hugo Kołłątaj, Stanisław Staszic i Franciszek Karpiński.
W Rzeczypospolitej Obojga Narodów powstały pierwsze polskie towarzystwa naukowe, jak działające w latach 1765–1770 Towarzystwo Literatów w Polszcze. W 1773 powstała w Warszawie Komisja Edukacji Narodowej, która była pierwszą w Polsce oraz w całej Europie władzą oświatową o charakterze współczesnego ministerstwa oświaty publicznej. Jej zadaniem było przeprowadzenie w państwie reformy oświatowej. Powołała ona kolejne towarzystwo naukowe Towarzystwo do Ksiąg Elementarnych, które opracowało i wydawało elementarze, podręczniki oraz programy szkolne.

## Religia

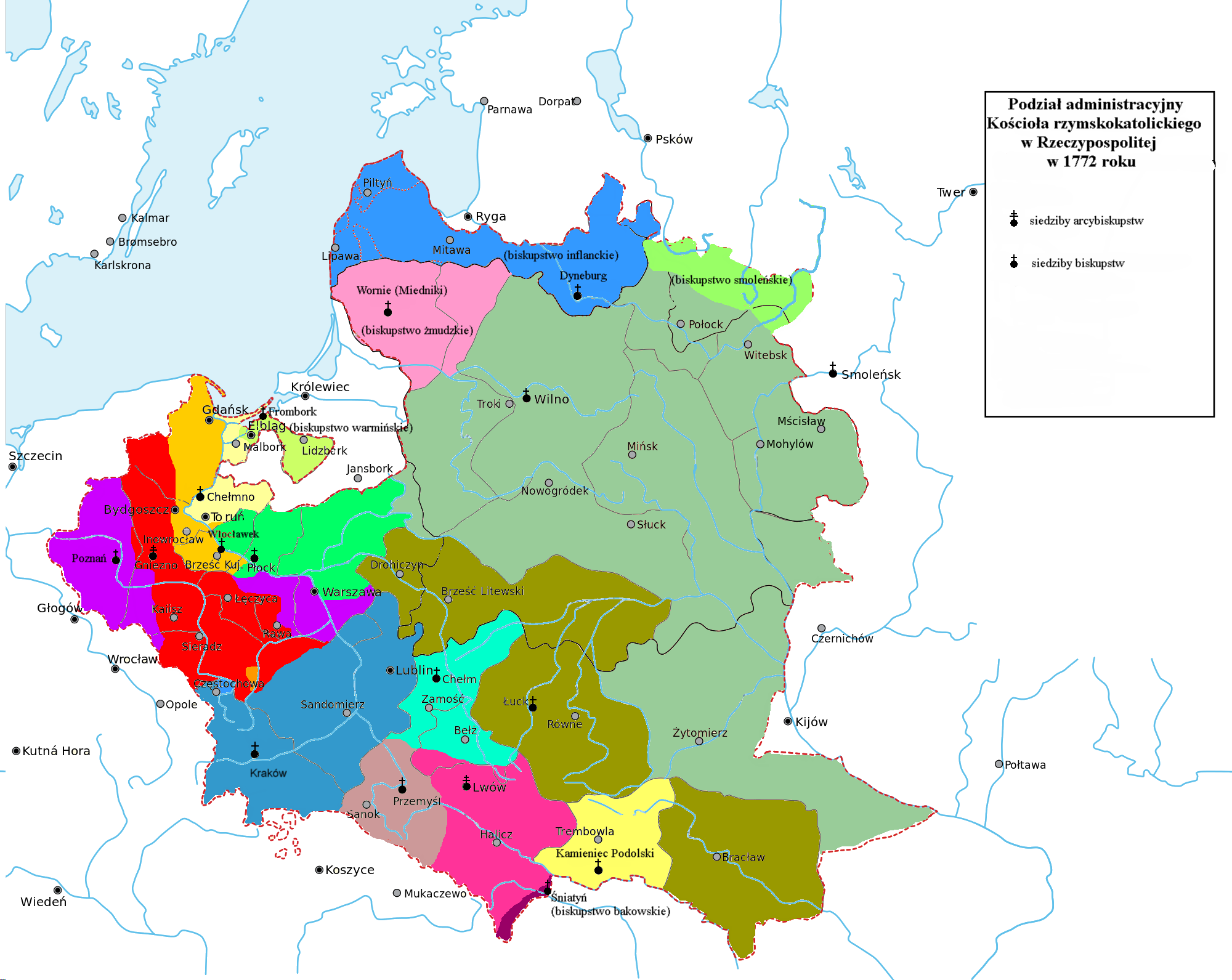
Podział administracyjny Kościoła rzymskokatolickiego w Polsce (1772)

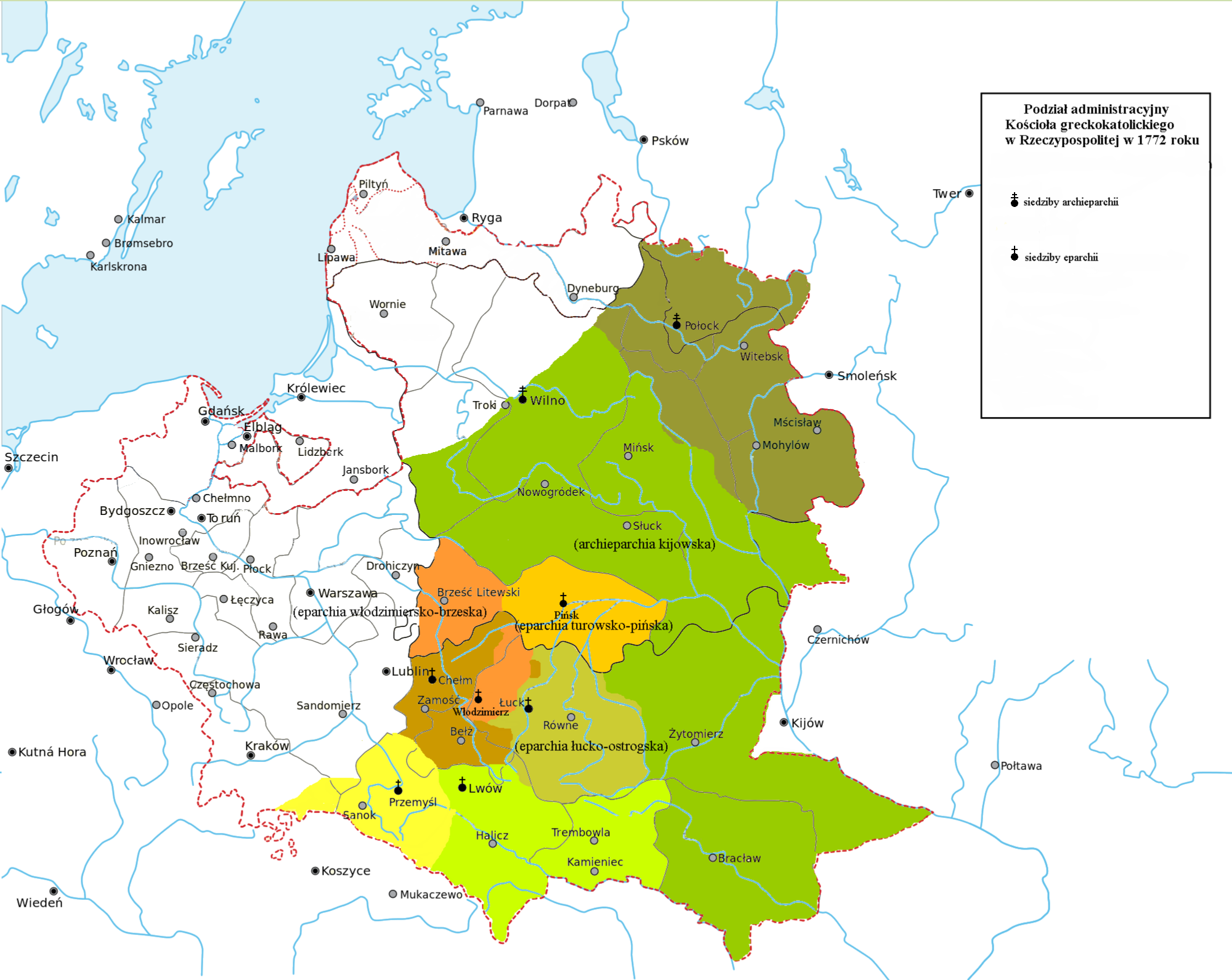
Podział administracyjny Kościoła greckokatolickiego w Rzeczypospolitej (1772)

Sytuacja wyznaniowa w Rzeczypospolitej (1573)

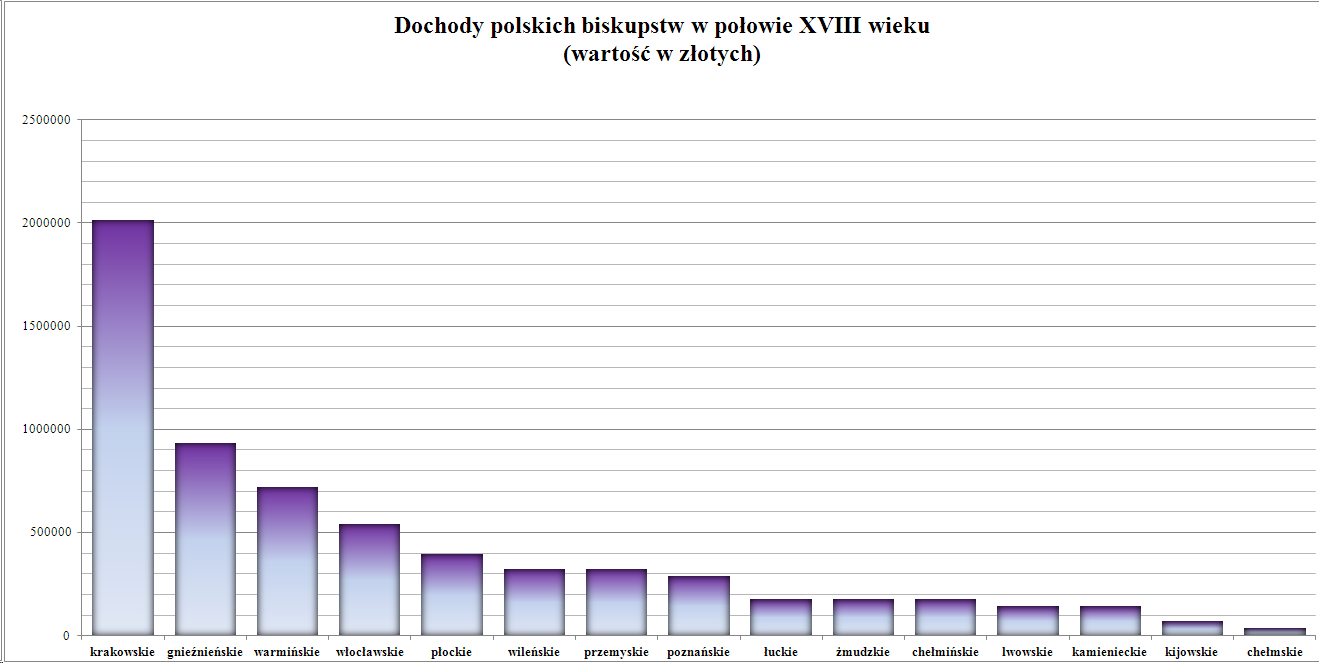
Dochody polskich biskupstw w połowie XVIII wieku

Religią panującą w Rzeczypospolitej był katolicyzm.
Rzeczpospolita na tle ówczesnej Europy cieszyła się względną religijną tolerancją. Pierwszym aktem będącym krokiem w stronę równouprawnienia w zakresie wyznawanej religii na terenie Rzeczypospolitej była tzw. zgoda sandomierska podpisana w roku 1570 między przedstawicielami kościołów protestanckich działających w Polsce: zwolenników Lutra, braci czeskich i kalwinów. Porozumienie to doprowadziło do dalszej liberalizacji prawa i przyznania całkowitej swobody wyznawanej religii w Polsce.
Pierwszym dokumentem prawnym gwarantującym tolerancję religijną w Rzeczypospolitej był Akt Konfederacji Warszawskiej uchwalonej na pierwszym sejmie konwokacyjnym w 1573 r. w Warszawie. Konfederacja warszawska dawała następujące gwarancje wolności religijnej:
- bezwarunkowy i wieczysty pokój między wszystkimi wyznaniami (dissidentes in religione – art. 3)
- szlachcie, mieszczanom królewskim i innym ludziom wolnym zagwarantowano pełne równouprawnienie, niezależnie od wyznania w prawie publicznym i prywatnym.

Dokument ten uważany jest za początek prawnie gwarantowanej tolerancji religijnej w Rzeczypospolitej i całej ówczesnej Europie.
Rzeczpospolita była ważnym europejskim ośrodkiem rozwoju nowoczesnych idei społecznych i politycznych. Słynęła na świecie z rzadkiego quasi-demokratycznego systemu politycznego, chwalonego przez filozofów, a podczas kontrreformacji znane było z niespotykanej w ówczesnej Europie tolerancji religijnej, z pokojowo współistniejącymi wspólnotami rzymskokatolickimi, żydowskimi, prawosławnymi, protestanckimi i muzułmańskimi (sufickimi). W XVIII wieku francuski historyk Claude Carloman de Rulhière pisał o XVI-wiecznej Polsce: „Ten kraj, który w naszych czasach widzieliśmy podzielony pod względem religii, jest pierwszym państwem w Europie, które stanowiło przykład tolerancji. Powstały w nim między meczetami kościoły i synagogi”. Rzeczpospolita dała początek słynnej sekcie chrześcijańskiej Braci Polskich, prekursorów brytyjskiego oraz amerykańskiego unitarianizmu.

## Wojsko
Podstawowym rodzajem wojska w Rzeczypospolitej było regularne wojsko zaciężne. Wojsko Rzeczypospolitej (dwie osobne armie: koronna i litewska) było dowodzone przez dwóch hetmanów wielkich, koronnego i litewskiego, oraz dwóch hetmanów polnych. W skład armii wchodziły:
- Wojsko kwarciane – regularne oddziały opłacane z tzw. kwarty, czyli podatku naliczanego dzierżawcom królewszczyzn. Powstały w latach 60. XVI wieku, w 1652 zostały połączone z wojskiem komputowych. Oddziały kwarciane liczyły od 4 do 6 tys. żołnierzy. Składały się z jazdy, piechoty i artylerii.
- Wojsko suplementowe – dodatkowe zaciągi wojsk regularnych powoływane na czas wojny. W 1652 roku zostały połączone z wojskiem kwarcianym.
- Wojsko komputowe – powstało w 1652 roku z połączenia wojsk kwarcianych oraz suplementowych. Jego liczebność była każdorazowo uchwalana przez Sejm i na czas wojny zwiększana, a na czas pokoju zmniejszana – etat wojska komputowego nigdy nie był mniejszy niż 11 000 żołnierzy (tyle wyniósł w roku 1671).
- Pospolite ruszenie – oddziały powoływane podczas wojny spośród ogółu przedstawicieli szlachty. Traktowane jako ostatni filar obrony kraju.
- Wyprawy łanowe – powoływana od 1653 roku na czas wojny półregularna milicja, której zadaniem było wzmacniać wojska regularne – właściciele byli zobowiązani wystawić określoną liczbę konnych/piechurów z każdego łanu ziemi, a następnie wyposażyć ich, uzbroić i umundurować.
- Wyprawy dymowe – powoływana od 1653 roku na czas wojny półregularna milicja, której zadaniem było wzmacniać wojska regularne. W ich skład wchodzili przedstawiciele ludności miejskiej – żołnierze wystawiani byli po jednym piechurze/konnym na określoną liczbę domów.
- Gwardia koronna – niewielki oddział (maksymalnie liczyła 1200 żołnierzy), którego głównym celem było zapewnianie bezpieczeństwa władcy i jego rodziny.
- Wojsko najemne – oddziały najemne złożone głównie z obcokrajowców. W Rzeczypospolitej wykorzystywano je stosunkowo rzadko i na niewielką skalę.
- Wojska prywatne – oddziały utrzymywane przede wszystkim przez magnatów, często liczące od kilkuset do kilku tysięcy żołnierzy. Ich liczebność i rola wzrosła zwłaszcza w okresie kryzysu państwa w czasach saskich. Istniały także wojska ordynackie, finansowane przez ordynacje magnackie.
- Kozacy zaporoscy – oddziały nierejestrowych i rejestrowych Kozaków z Zaporoża, ochotniczo uczestniczące jako wsparcie wojsk Rzeczypospolitej.
- Wojska powiatowe – oddziały w całości powoływane przez uchwały sejmikowe i przez nie organizowane. Mogły spełniać dwa zadania: wspierać wojska państwowe lub służyć jako samoobrona terytorialna (obrona domowa).

W skład wojsk Rzeczypospolitej wchodziły m.in. następujące formacje:
- Jazda
  - Husaria – cięższa kawaleria przełamująca, uzbrojona w kopie.
  - Jazda kozacka (tzw. kozacy) – lżejsza kawaleria wspomagająca husarię w walce.
  - Pancerni (zwani też petyhorcami na Litwie) – średniozbrojna jazda. W bitwie najczęściej używana jako wsparcie husarii. Wykształcili się z jazdy kozackiej.
  - Jazda wołoska (tzw. wołosi) – lekka kawaleria w Koronie Królestwa Polskiego. Jej głównym zadaniem było utrzymanie łączności między oddziałami, zwiad i podjazdy.
  - Jazda tatarska (tzw. tatarzy) – lekka kawaleria w Wielkim Księstwie Litewskim o funkcjach podobnych jak jazda wołoska.
  - Rajtaria – jazda średniozbrojna, wyposażona jak tego typu jednostki w innych krajach Europy (jak choćby Szwecja).
- Piechota
  - Piechota węgierska (zwana też piechotą węgiersko-polską lub piechotą polską) – formacja wojsk pieszych, zorganizowanej na sposób węgierski. Ich sposobem walki był napad ogniowy.
  - Piechota niemiecka (tzw. niemcy) – formacja wojsk pieszych, zorganizowanej na sposób zachodnioeuropejski. Ich sposobem walki był kontrmarsz.
  - Piechota wybraniecka (tzw. wybrańcy) – formacja piechoty utworzona przez Stefana Batorego w 1576 roku, istniejąca do 1726 roku. Rekrutowana gł. spośród chłopów z dóbr królewskich, po jednym z 20 łanów.
  - Piechota łanowa – półregularna formacja piechoty utworzona w 1655 roku, rekrutowana spośród chłopów powoływanych po jednym z 15 łanów. Wzorowana na piechocie wybranieckiej.
  - Piechota dymowa – oddziały utworzone 1673 roku na miejscu piechoty łanowej. W ich skład wchodzili przedstawiciele ludności miejskiej. Umundurowani i uzbrojeni na wzór zagraniczny.
  - Dragonia – piechota używająca koni do przemieszczania się, walcząca w szyku pieszym za pomocą broni białej i palnej, czasem jako jazda lekka lub średnia.
  - Kozacy rejestrowi – oddziały złożone z kozaków zaporoskich wpisanych do tzw. rejestru. Oddziały rejestrowe funkcjonowały od 1572 do 1699 roku.
- Tabor – złączone ze sobą wozy wykorzystywane do działań obronnych przede wszystkim przez oddziały kozaków.
- Artyleria – formacja dowodzona głównie przez obcokrajowców, wyposażona w działa, armaty, haubice, falkonetki, moździerze itp.
- Flota była niewielka i odgrywała stosunkowo niewielką rolę. Najsłynniejsza stoczona przez nią bitwa morska to bitwa pod Oliwą z 1627 roku.

## Dziedzictwo
- Nawiązanie do I Rzeczypospolitej znajduje się w preambule Konstytucji z 1997 r.:

...nawiązując do najlepszych tradycji Pierwszej i Drugiej Rzeczypospolitej...

- Święto Narodowe Trzeciego Maja upamiętnia uchwalenie Konstytucji 3 maja przez Sejm Czteroletni I Rzeczypospolitej
- Dzień Edukacji Narodowej upamiętnia powołanie Komisji Edukacji Narodowej I Rzeczypospolitej
- Biblioteka Narodowa uważa się za sukcesora Biblioteki Rzeczypospolitej założonej w 1747 i numeruje odpowiednio swoje jubileusze
- Mennica Polska stanowi bezpośrednią kontynuację Mennicy Warszawskiej założonej w 1766 roku i numeruje odpowiednio swoje jubileusze
- Poczta Polska uważa się za sukcesora poczty królewskiej założonej w 1554 i numeruje odpowiednio swoje jubileusze
- Akademia Krakowska założona w 1364 roku działa jako Uniwersytet Jagielloński do czasów współczesnych
- Biskupi gnieźnieńscy noszący od 1417 tytuł Prymasa Polski utrzymali go również przez okres zaborów, aż do czasów współczesnych